# Mata Hari

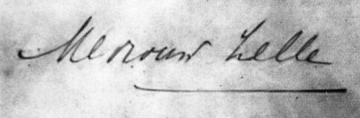
Handtekening van Margaretha Geertruida Zelle

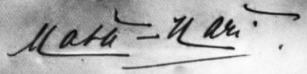
Handtekening als Mata Hari

Mata Hari, pseudoniem van Margaretha Geertruida (Griet) Zelle (Leeuwarden, 7 augustus 1876 – Vincennes, 15 oktober 1917), was een Nederlandse exotische danseres en courtisane. Tijdens de Eerste Wereldoorlog werd ze als spion gerekruteerd. Ze werd echter door de Fransen beschuldigd van dubbelspionage en gefusilleerd. De vraag of ze echt een dubbelspion was is onderwerp van discussie en heeft bijgedragen aan legendevorming rondom haar.

## In het kort
Margaretha Zelle werd geboren in Leeuwarden. Na het faillissement van haar vader en de scheiding van haar ouders, volgde ze een opleiding tot kleuterleidster in Leiden en verhuisde naar Den Haag. Op 18-jarige leeftijd reageerde ze op een contactadvertentie van KNIL-kapitein Rudolph MacLeod en ze trouwden kort daarna. In 1897 reisden ze naar Nederlands-Indië, waar ze in aanraking kwam met de Indische cultuur en voor het eerst de naam Mata Hari gebruikte. Wegens huwelijksproblemen keerden ze in 1902 terug naar Nederland en scheidden datzelfde jaar.
In 1905 begon ze in Parijs met het opvoeren van oosterse dansen waarmee ze beroemd zou worden en nam permanent de naam Mata Hari aan. Het hoogtepunt van haar carrière was in 1911-1912, toen ze optrad in diverse Europese steden. Ze had vele aanbidders.
Voor het uitbreken van de Eerste Wereldoorlog reisde ze van Berlijn naar Den Haag, waar ze door de Duitse inlichtingendienst werd geworven als agent H21. In mei 1916 vertrok ze weer naar Frankrijk en bood haar diensten aan de Franse inlichtingendienst aan, maar werd verdacht van spionage voor de Duitsers. Ze werd gearresteerd op 13 februari 1917 en na onderzoek ter dood veroordeeld door een militair gerechtshof. Een verzoek om gratie door het Nederlands ministerie van Buitenlandse Zaken werd afgewezen en op 15 oktober 1917 werd ze doodgeschoten.

## Eerste deel levensloop

### Jonge jaren

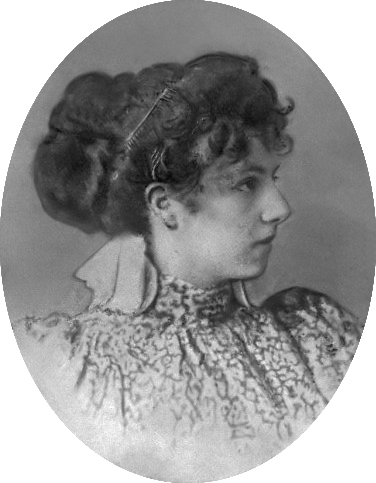
Margaretha Geertruida Zelle op jeugdige leeftijd

Margaretha Zelle werd 7 augustus 1876 geboren aan de Kelders in Leeuwarden als dochter van Adam Zelle Corneliszoon (1840-1910), een winkelier in hoeden, en Antje van der Meulen (1842-1891). Ze had drie jongere broers: Johannes Hendricus (2 jaar jonger) en de tweeling Arie Anne en Cornelis Coenraad (5 jaar jonger).
Tot haar 13e kreeg ze Franse, Duitse en Engelse privélessen. Ze volgde daarna onderwijs aan de Middelbare school voor meisjes (mms) tot kort voor haar 15e jaar. In de periode 1883-1889 woonde ze in de Grote Kerkstraat. Haar vader ging in februari 1889 failliet en moest zijn woonhuis en winkelhuis aan de Grote Kerkstraat met hele inboedel, twee panden op de Korenmarkt en Tweebaksmarkt, twee Franeker panden en een pand in Sneek verkopen. Ze was toen twaalf jaar.
Kort daarna scheidden haar ouders van tafel en bed en wilden ze officieel scheiden. Twee jaar later op 9 mei 1891, ze was veertien, verloor ze haar moeder aan tbc, waarna Margaretha op 15-jarige leeftijd bij haar peetoom en voogd, de koopman Roelof Visser en tante Huberdina Zelle in Sneek ging wonen. Haar vader was naar de Lange Leidsedwarsstraat in Amsterdam verhuisd en hertrouwde er op 9 februari 1893 met weduwe Susanna Catharina Buijs-ten Hoove. Hij was uit de ouderlijke macht gezet.
Roelof Visser besliste dat Margaretha Geertruida een dure (500 gulden per jaar) vervolgopleiding in Leiden ging volgen: de Kweekschool voor Bewaarschoolhouderessen, de Leidse kweekschool of Fröbelschool van directeur Wijbrandus Haanstra, aan het Rapenburg 133. Ze werd er op 3 november 1892 ingeschreven, drie maanden na haar 16e verjaardag. Meisjes woonden er en pension (met kost en inwoning, kleding en medicatie voor eigen rekening) en konden na vier jaar een akte 'onderwijzeres aan bewaarscholen' behalen. Zo kwam Zelle na de scheiding van haar vader in Leiden terecht, maar toen de directeur van de Kweekschool avances maakte, haalde haar oom haar van de opleiding.
Na haar voortijdig vertrek van de Kweekschool, woonde ze bij oom Piet (Pieter Wijnouts Taconis) en tante Trui (Geertruida Zelle, de zuster van haar vader) in Den Haag aan de Koningin Emmakade, later aan de Regentesselaan 79.

### Huwelijk en periode in Amsterdam
Op haar 18e reageerde Zelle op een contactadvertentie van de 39-jarige KNIL-kapitein Rudolph MacLeod.
Rudolph ('John') MacLeod was een lid van de Nederlandse tak van de Schotse familie MacLeod. Rudolph MacLeod was op 1 maart 1856 geboren te Heukelom, als zoon van kapitein John Brienen MacLeod en Dina Louise barones Sweerts de Landas. Hij was bij zijn geboorte een buitenechtelijk kind.
Rudolph MacLeod begon in 1872 zijn militaire loopbaan en vertrok in 1877 naar Indië. Hij ontving in 1880 de 'Atjeh gesp' voor zijn aandeel in de 'Tweede Atjeh-oorlog' (1873-1874), verloor bijna het leven in de 'Derde Atjeh-oorlog' (1884-1886) en keerde in de zomer van 1894, na 16 jaar vrijwel onafgebroken in de Oost gediend te hebben, terug in Nederland voor twee jaar verlof 'wegens ziekte'. Hij leed aan een lichte vorm van suikerziekte en had last van zijn gewrichten.
Zelle had, naar eigen zeggen, van jongs af aan al een voorliefde voor mannen in uniform gehad en mannen die niet tot het leger behoorden hadden haar nooit geïnteresseerd. Letterlijk zei ze: “de officier is in mijn ogen een hoger wezen, een held, steeds bereid tot het trotseren van allerlei gevaren en tot het beleven van avonturen.”

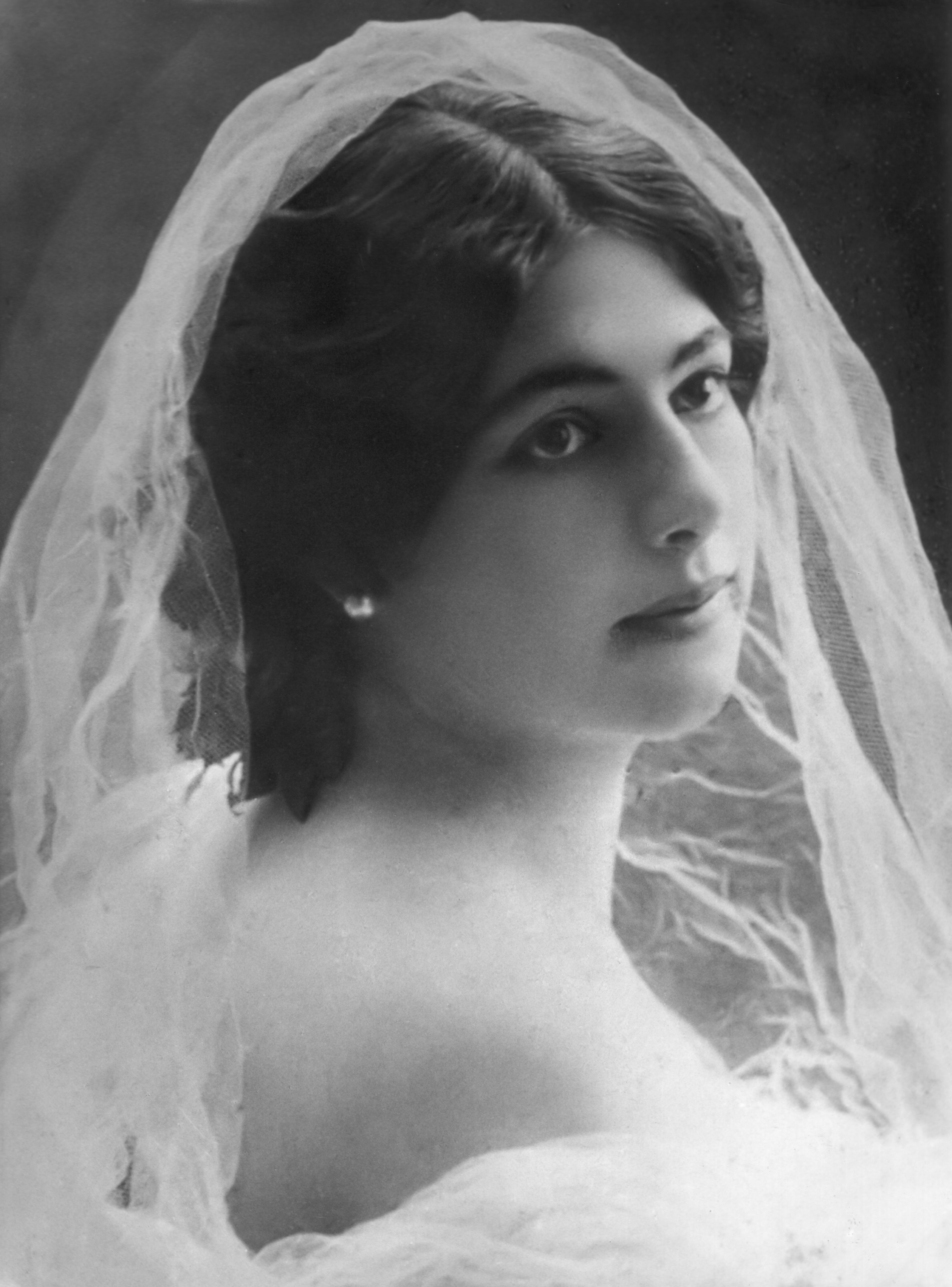
Margaretha Zelle, ca. 1895

Ze stuurde een foto mee. Ze had een erfenis van haar moeder, ƒ10.000,-, waar een aandeel van af was voor haar opleiding in Leiden en kost en inwoning bij oom en tante thuis in Den Haag. Ze deed zich in het begin voor als wees. Pas toen de huwelijksdatum dichterbij kwam moest ze haar vader om toestemming vragen, want ze was nog minderjarig. Ze waren al een week na de eerste ontmoeting verloofd, gingen 21 juni 1895 in ondertrouw en huwden op 11 juli 1895.  Rudolph verhuisde eerst van zijn kamer in de P.C. Hooftstraat 140, naar zijn zuster op de Leidsekade 79. 'Greet' was weggelopen bij haar oom en tante in Den Haag en bij haar aanstaande schoonzuster ingetrokken. Het bruidspaar ging op huwelijksreis naar Wiesbaden.
Ze verhuisden in 1896 naar de Jacob van Lennepkade 63 in Amsterdam, en in oktober naar nr. 61.
Het huwelijk was belangrijk voor Zelle - het bracht haar in de Haagse 'betere standen' en ze zou financiële stabiliteit hebben moeten genieten, ware het niet dat, ondanks haar erfenis, door de verkwisting van de kapitein (haar man had de macht over haar vermogen) er altijd geldgebrek was. Greet werd op 30 januari 1897 moeder van Norman John MacLeod. Op 21 maart werd Norman gedoopt. Op 1 mei 1897 vertrok het gezin MacLeod naar Java in Nederlands-Indië aan boord van de ss Prinses Amalia.

### Periode in Nederlands Indië
Zelle trok tijdelijk in bij de familie Van Rheede, een ander Nederlands officiersgezin. Tijdens die maanden bestudeerde ze de Indische tradities en cultuur, bij opvoeringen van de Mahabharata en Ramayana. Ze werd ook lid van een lokale dansgroep. In 1897 gebruikte ze voor het eerst de artiestennaam 'Mata Hari', Maleis voor Oog van de dag ofwel zon.
Haar debuut op het toneel was in een komische operette die werd uitgevoerd voor de Tooneel en Muziekvereeniging Thalia, in de Sociëteit Concordia in het legerkamp in Malang. Het heette De Kruisvaarders en Zelle speelde in een heropvoering tijdens de feesten ter ere van de troonsbestijging van Wilhelmina (1898) de Engelse koningin, de bedrogen echtgenote van Richard Leeuwenhart.
Op 2 mei 1898 werd te Malang (Java, Indonesië) hun dochter Louise Jeanne MacLeod ('Nonnie', naar nona, meisje in het Maleis) geboren. Op 27 juni 1899 overleed hun zoon Norman John te Medan, wellicht door een rijst- of kwikvergiftiging. De baboe zou de kinderen kunnen hebben vergiftigd of de dosering van een kwikbehandeling tegen syfilis zou parten hebben gespeeld. Zelle en haar dochter werden later ook behandeld tegen de geslachtsziekte, die echtgenoot Rudolph aan hen overgedragen had. Wegens toenemende huwelijksproblemen besloot het echtpaar MacLeod in 1902 naar Nederland terug te keren. Nog datzelfde jaar volgde een scheiding van tafel en bed. De echtscheiding werd uitgesproken bij vonnis van de arrondissementsrechtbank te Arnhem op 26 april 1906 en ingeschreven te Rheden op 10 juni 1907.

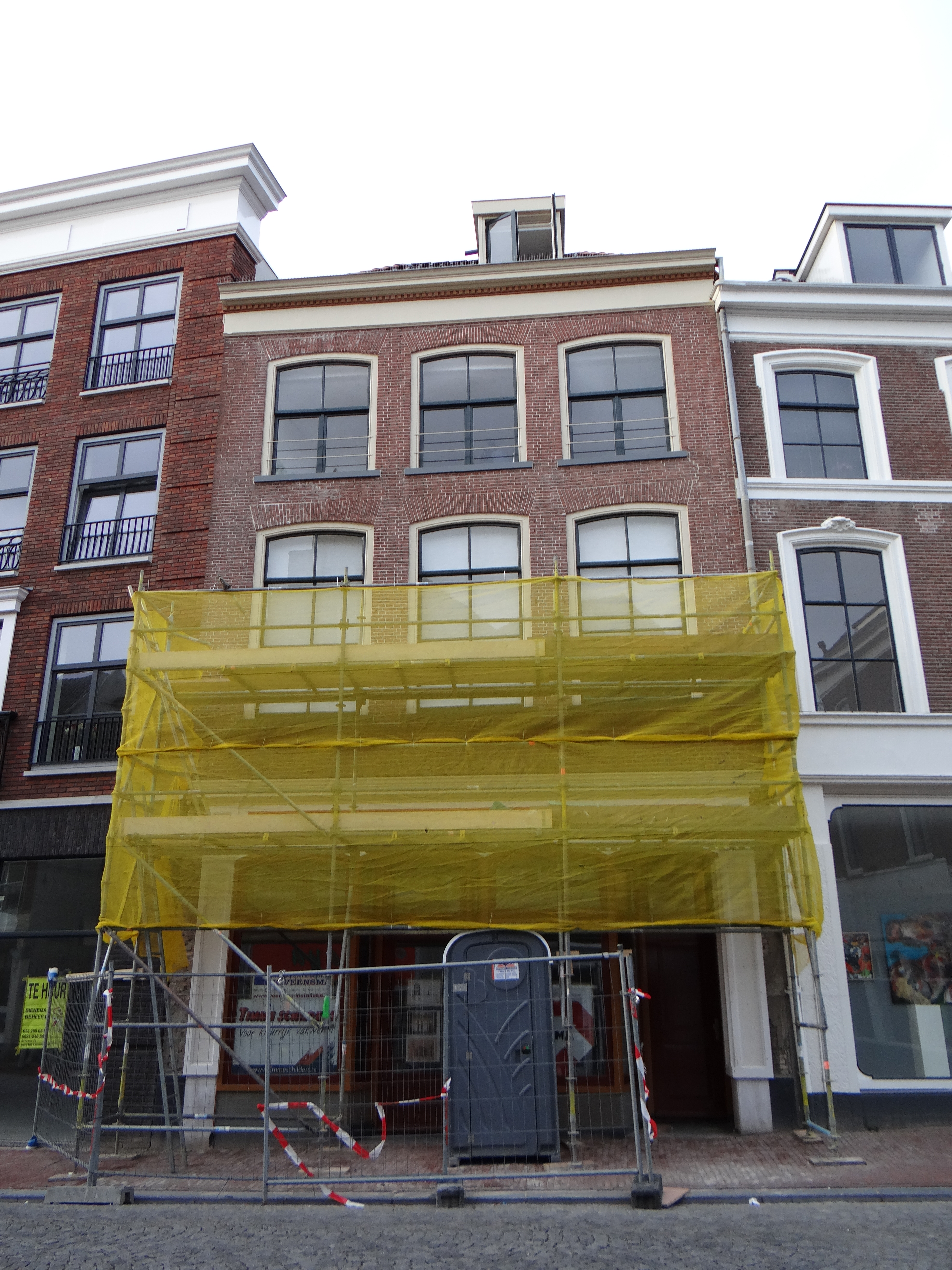
Geboortehuis van Margaretha Zelle
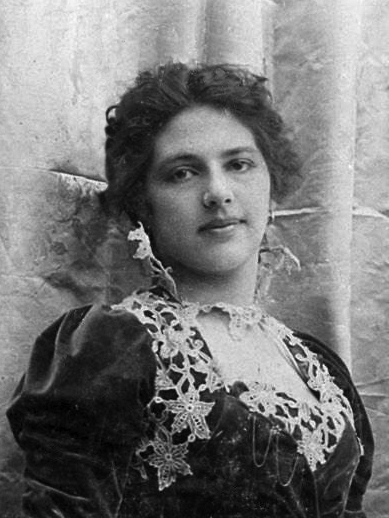
Zelle in Nederlands-Indië
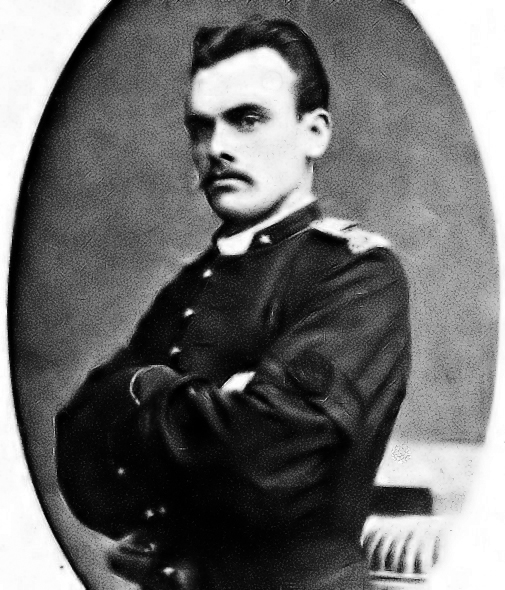
Rudolph MacLeod
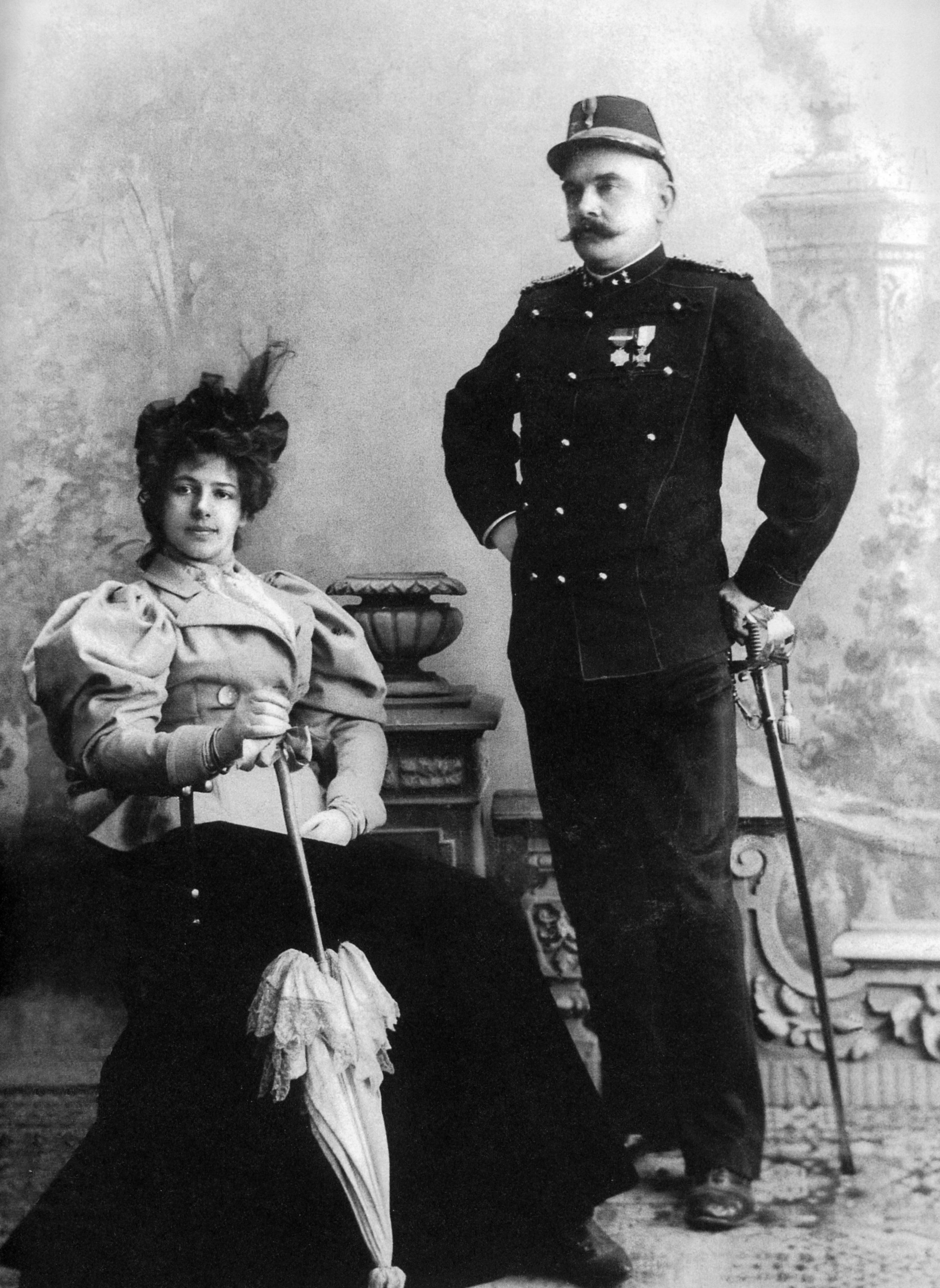
Margaretha Zelle en Rudolph MacLeod
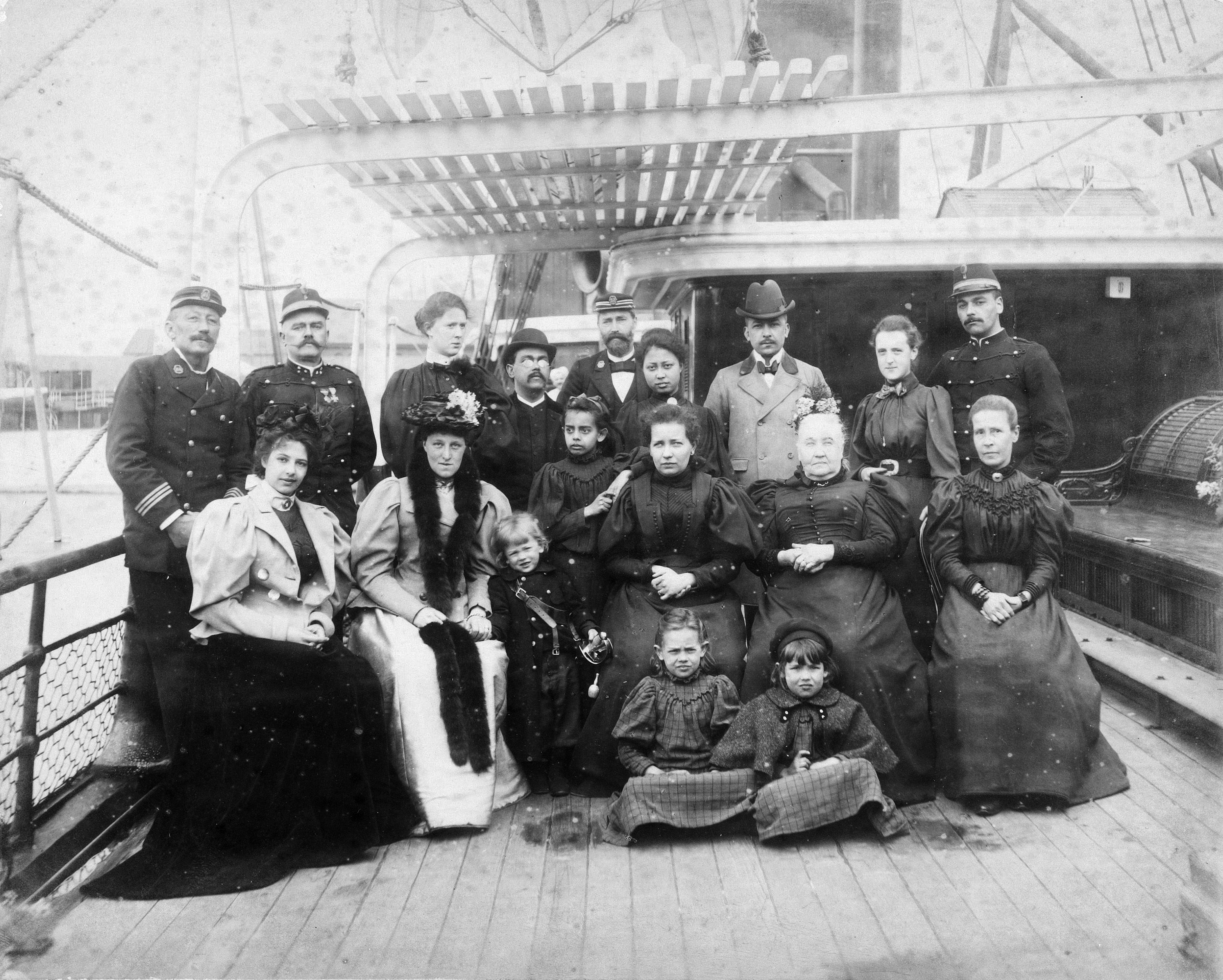
Zelle en MacLeod in 1897 onderweg naar Indië
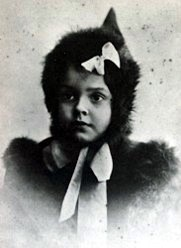
Louise Jeanne, dochter van Zelle en MacLeod
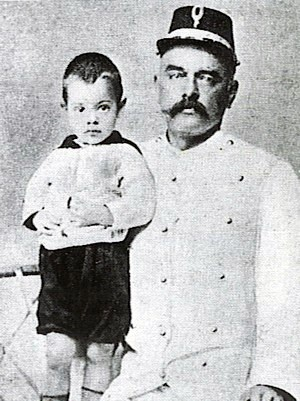
MacLeod en zijn zoontje Norman John.

### Periode 1902-1904
In april 1902 was het gezin terug in Amsterdam. Gretha wilde een nieuw leven beginnen en toneellessen nemen. Op 26 augustus 1902 vertrok John van huis met dochter Non 'om een brief op de post te doen' en keerde niet terug. Hij bracht hun dochter onder in Velp bij vriend en huwelijksgetuige kapitein Lambert Pieter van Mourik en diens vrouw Elise Murkens. Een dag later nam Gretha een advocaat in de arm. Voor het eerst verklaarde ze zich slachtoffer van mishandeling binnen het huwelijk. Op 29 augustus stond het echtpaar voor de rechtbank voor de behandeling van Gretha's verzoek tot ontbinding van het huwelijk vanwege 'overspel, mishandeling, buitensporigheden en beledigingen.' MacLeod legde een verklaring af bij Mr. Lodewijk Willem van Gigch, waarin hij zei dat zijn vrouw haar dochter verwaarloosde, niets aan het huishouden deed, zich wuft en lichtzinnig gedroeg, ongeoorloofde seksuele gemeenschap had met andere mannen, hem in het openbaar uitschold en tegen haar kind gezegd had: 'Kind, je vader is een grote ploert, hij is alweer dronken.' Van Gigch had zelf ervaren hoe MacLeod zijn vrouw in het openbaar had uitgescholden  en legde een verklaring in haar voordeel af. Er werd 'subsidiair tot scheiding van tafel en bed' besloten. De eiseres werd op alle punten in het gelijk gesteld en Non werd haar toegewezen. John moest haar ƒ100,- per maand alimentatie betalen.
Gretha en Non trokken in bij Johns aangetrouwde nicht baronesse Antoinette Goedvriend-Sweerts de Landas in Arnhem. John adverteerde in Het Nieuws van den Dag: 'Waarschuwing. Een ieder wordt gewaarschuwd geen gelden of goederen af te geven aan Mevr. MAC-LEOD, geb. ZELLE, daar ondergeteekende zich voor niets aansprakelijk stelt. R. Mac-Leod. Amsterdam, 28 aug. 1902.' Het bericht verscheen ook in de Arnhemse Courant. Gretha schreef een jaar later aan neef Edward MacLeod: 'ik was geschandaliseerd terwijl ik nooit nog iets had gekocht op zijn naam.' Gretha verhuisde binnen een week naar Hotel de Roskam in Worth-Rheden.  In februari 1903 stopte John de alimentatie, omdat hij failliet dreigde te gaan. In de zomer verhuisde Gretha naar Scheveningen naar haar vriendin Margaretha Anna Odile Jintens, een gescheiden vrouw en prostituée. John wilde zijn vrouw op overspel betrappen en liet haar bespioneren, om haar geen toelage meer te hoeven betalen. De dames huurden een statig pand aan de Van Swietenstraat 88 in Den Haag, maar er konden geen bewijzen worden gevonden, dat Gretha zich prostitueerde.
Begin oktober vertrok Gretha naar Parijs. Ze schreef op 29 oktober 1903 aan neef Edward MacLeod: 'Waarde neef, John's gedrag is zoodanig dat ik tusschen beiden met recht geloof met een waanzinnige te doen te hebben, maar dat neemt niet weg dat ik als getrouwde vrouw op straat sta zonder een cent en mezelf moet redden.' Ze logeerde in een Engels pension aan de Rue Lecourbe. Ze poseerde voor de schilder Octave Guillonnet als de Romeinse femme fatale Messalina. Ze deed auditie als amazone in het circus van Ernst Molier, maar dit mislukte.
Gretha vertrok naar Brussel en verbleef met de kerstdagen en de jaarwisseling 1903-1904 in het pension aan de Avenue de la Toison d'Or (Gulden-Vlieslaan) bij familie van Odile Jintens. Op 16 februari 1904 trok ze weer in bij haar oom en tante op de Regentesselaan 79 in Den Haag. Ze repeteerde in de Tivoli Schouwburg aan de Coolsingel in Rotterdam bij regisseur Henri Brondgeest, een bekende van Edward MacLeod, beiden waren oud-militair. Ze kreeg een rol van 'een oud wijf in een afgezaagd stuk', Salomé van Oscar Wilde. Ze ging er weg en probeerde tevergeefs een rol te krijgen in het blijspel De schoolrijdster van het Nederlandsch Tooneel in Amsterdam. Mr. J. Kappeyne van de Coppello deed nog om niet een vergeefse poging om alimentatie bij John los te krijgen. Gretha verbleef nog negen weken bij oom en tante en probeerde wanhopig werk te vinden. Ze schreef 27 maart 1904 aan Edward MacLeod: 'Denk niet dat ik slecht ben in mijn hart, ik doe het alleen of liever heb het gedaan uit armoede.'

## Loopbaan als exotisch danseres

### Begin als danseres

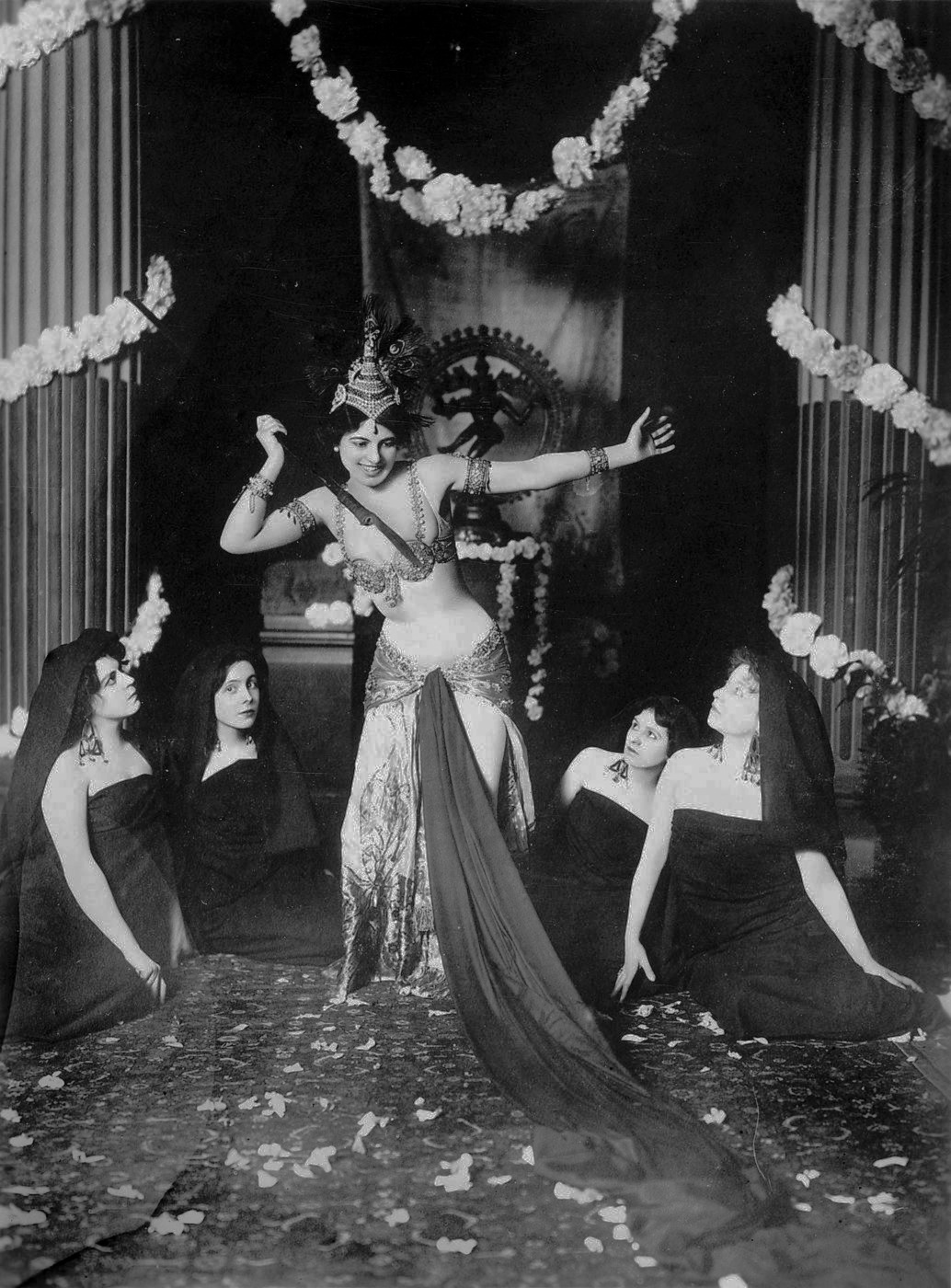
Optreden in het Musée Guimet in Parijs (1905)

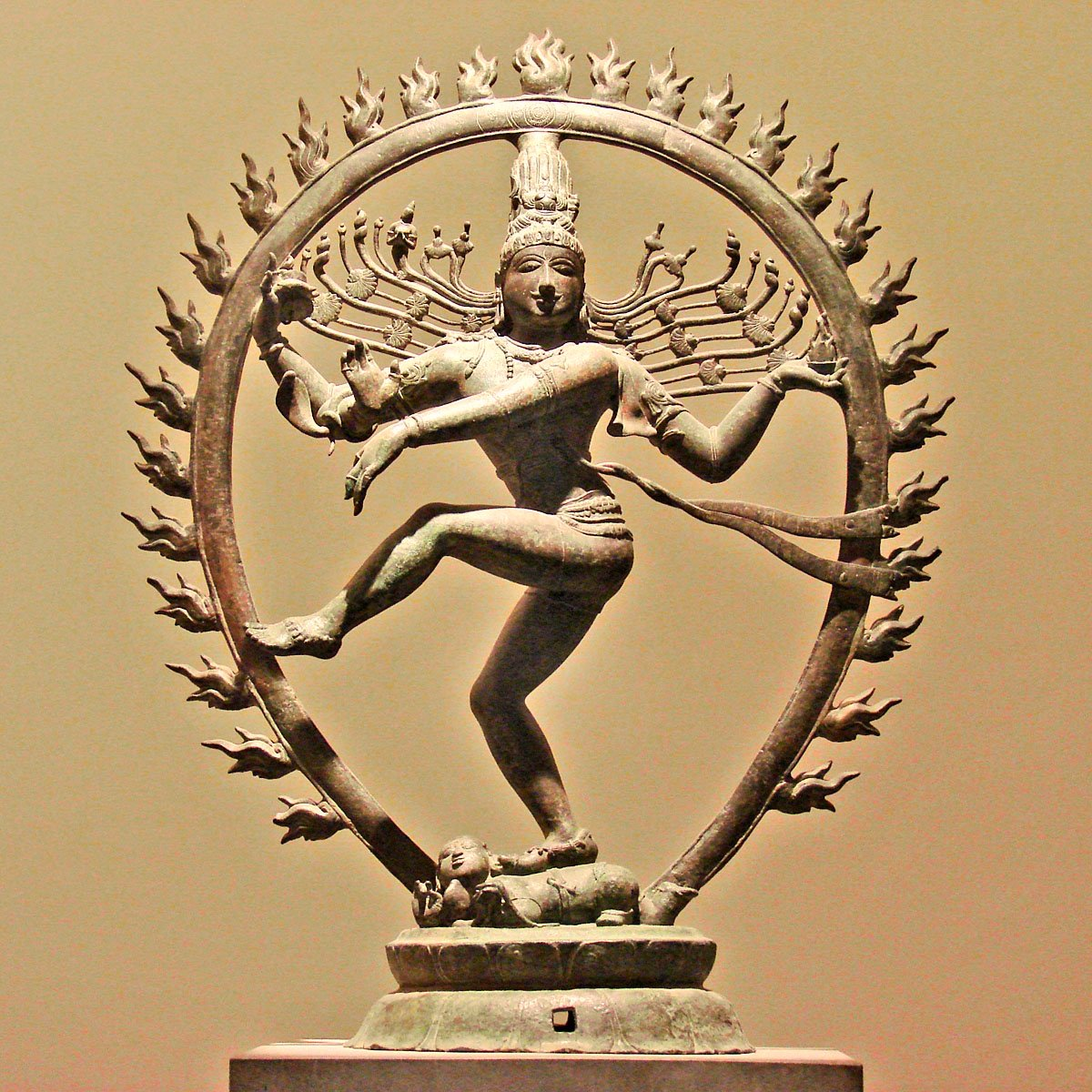
Shiva, 'Heer van de Dans', uit Tamil Nadu, Chola periode, 11e eeuw, Musée Guimet, Parijs

Van een hooggeplaatste heer uit Indië kreeg ze geld om weer naar Parijs te gaan. 
Begin 1905 begon ze met het opvoeren van de exotische dansen waarmee ze uiteindelijk beroemd zou worden. Ze nam nu permanent de naam Mata Hari aan.
Op 28 december 1904 kondigde een bericht in het Franse dagblad Le Figaro aan dat de 'beroemde danseres Mata-Hari' haar 'zo indrukwekkende dansen' zou uitvoeren tijdens de oud en nieuw-sorée in de salon van Madam La Comtesse Kiréevsky. Kiréevsky organiseerde thuis liefdadigheidsavonden en kamerconcerten voor de Russisch-Parijse elite. Het Engelstalige Parijse tijdschrift The King schreef er een lovende recensie over.
Ze debuteerde 's avonds op 13 maart 1905 met haar act in de bibliotheek van Musée Guimet en haar optredens werden meteen een succes. Het Musée Guimet, in 1889 gesticht door Émile Étienne Guimet, was een museum van Aziatische kunst en religies aan de Place d'Iéna in Parijs. Ze had al eerder opgetreden in de salon van mw. Marthe Guimet. 'De spirituele avonden in Musée Guimet pasten in de naweeën van de Romantiek, toen in het westen toenemende interesse ontstond voor oosterse beschavingen en filosofieën. (..) Guimet wilde aan de hand van de collectie naar mogelijke verbanden zoeken tussen álle goden en geloven van de mensheid.'
Die voorstellingen hielden in dat Mata Hari drie Javaanse dansen, 'geheime tempelrituelen' of danses hindoues danste: een hommage aan Vishnu, een krijgsdans voor Soubrahmanya (Karttikeya) en een tweede krijgsdans, het Gebed tot Shiva, begeleid door gamelanmuziek.
Ze plukte tijdens de eerste dans vol overgave, 'in vervoering geraakt door de opzwepende muziek' de gevaarlijke passiebloem, de bloem van passie, liefde en wellust. 'Wie deze passiebloem plukt, zal verloren zijn'.
Bij de tweede dans was ze getooid met een helm met pauwenveren, omgord met een bloedrode ceintuur en ze had een rode omslagdoek om haar schouders. Ze riep Soubrahmanya aan, de god van de oorlog en overwinning, en smeekte hem om de dood van haar ontrouwe geliefde. Ze had een kris blinkend tussen haar tanden en een lans in haar strijdlustige hand. Aan het eind van de dans nam ze de kris uit haar mond en stootte de bedrogen echtgenote 'het symbolisch recht in het hart van haar vervloekte geliefde.'

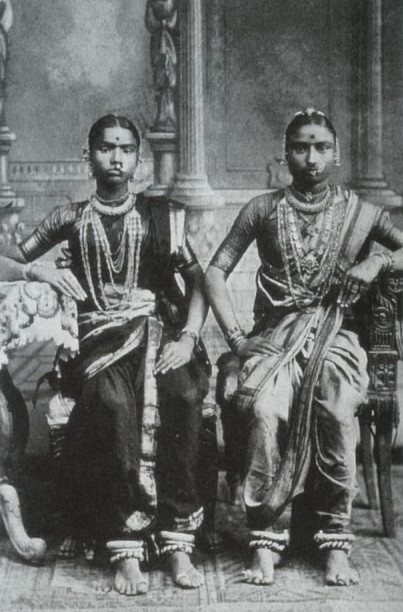
Twee echte devadasi's in Tamil Nadu, Zuid-India, foto, 1920

En vervolgens doopte ze haar lans in gif en bood deze de god Shiva ter zegening aan, zwaaide de rode sjaal 'keer op keer als stromen van bloed over de grond' (..) Nu eens gooide ze het zwaard triomferend in de lucht, dan weer ving ze het op, toonde haar witte tanden, snoof zichtbaar genietend de geur van het bloed op en sprong wild heen en weer over haar doodgestoken prooi. Priesteres Devadasi (Mata-Hari) bad, smeekte en viel op haar knieën om de felbegeerde zegen van haar godheid te krijgen. Ze leek bereid alles op te geven en een voor een bood ze haar [zeven] sluiers aan, symbolen van Schoonheid, Jeugd, Liefde, Eer, Wellust en Passie. Maar Shiva wilde meer'; voor een ogenblik zag men haar dan ronddraaien, slechts bedekt door 'de ronde [bronzen] schelpen die haar borsten verborgen', ze wierp die ver van zich af, toonde zich fier rechtop, strekte haar 'armen wanhopig in de lucht'. Vervolgens zonk zij ineen aan de voeten van een gouden boeddha en wierpen haar dienaressen een grote zwarte sluier over haar heen. Het beeld was niet van een boeddha maar van Shiva, een bronzen standbeeld uit de 11e eeuw. De dans werd in 1906 beschreven als: “haar naaktheid is bewonderenswaardig en kuis, omdat hij schoon is. De volmaaktheid der vormen schenkt hoog kunstgenot aan hen die het voorrecht hebben deze dansen te aanschouwen en geen enkel idee dat niet zuiver-esthetisch was, kwam daarbij bij hen op.”
Een ooggetuige schreef hierover: “Ik heb haar gezien, jaren geleden, in haar bloeitijd, als je het zo mag noemen. Zij was toen een verblindend mooie vrouw en zij maakte een parodie van de karaktervolle Indische dans, maar dat merkten de Fransen niet eens. Zij was een rijpe vrouw, mooi, van een wellustige zinnenbedwelmende schoonheid.” Mata Hari verscheen op kunstenaarsfeesten te Montmartre en in voorname salons van de internationale wijk (tussen de Champs-Élysées, de Arc de Triomphe en de Bois de Boulogne), waarbij zij met een zwaar accent sprak en vaak de conversatie begon met de zin: “In mijn jeugd, toen ik voor de radja's danste, aan de oevers van de Ganges...” Zij werd beschreven als: slank, groot en weelderig van vormen, met een klassiek profiel en met te grote zwarte ogen, haar huid van een lichte goudachtige bronskleur.
In 1905 voerde Mata Hari wel 35 maal haar 'danses hindoues' op, onder meer in de huiskamer van arts en toneelschrijver baron Henri de Rothschild (13 juni en 20 december), voor chocoladefabrikant Gaston Menier, in de salon van Marie Anatole Louise Élisabeth Comtesse Greffulhe-de Riquet de Caraman-Chimny, de muze van Marcel Proust (11 april), in de salon van Arthur Meyer, directeur van Le Gaulois, in de salon van Comtesse de Loynes aan de Champs-Élysees en in het Palais du Trocadéro, ter gelegenheid van de jaarlijkse Vredesconferentie (20 mei).
De nieuwe choreografie 'Le Rêve' voor een breder publiek, met impresario Gabriel Astruc, was op 18 augustus 1905 in het Olympia geen succes en Henri Borel, Nederlandse correspondent voor De Telegraaf, die zich in China en Indië grondig had verdiept in het hindoeïsme en boeddhisme,  sprak van 'humbug en blaque' en waarschuwde: 'Loop er niet in!'
Nadat de Gil Blas een lovende beschrijving van haar danskunst had gegeven, begon Mata Hari spoedig daarna op te treden in de Ambassadeurs, een variététheater, en vervolgens in allerlei Parijse cafés; tussendoor gaf zij gastvoorstellingen in enkele steden in Europa en Amerika, waaronder optredens in Wenen, Monaco, Madrid en zelfs de Scala in Milaan.
In 1915 trad zij in Nederland op bij een opvoering van de Franse opera op het Leidsche Plein in Amsterdam. In deze tijd hadden de geruchten over haar fabelachtige rijkdom, dat zij leefde in een kasteel dat eens aan Madame de Pompadour had toebehoord, en dat zij bij het uitbreken van de oorlog in Berlijn was geweest, waar zij in moeilijkheden zou zijn gekomen, het publiek in Amsterdam al bereikt. Mata Hari zou tijdens de voorstelling verschijnen in een oude Franse menuet met muziek van Couperin en trad op in een laat-achttiende-eeuwse japon. De dans stelde verschillende liefdesscènes voor, maar het publiek was enigszins teleurgesteld dat zij niet had opgetreden in de gewaden die men uit de verhalen uit Parijs kende.

### Periode 1914-1917

#### Berlijn

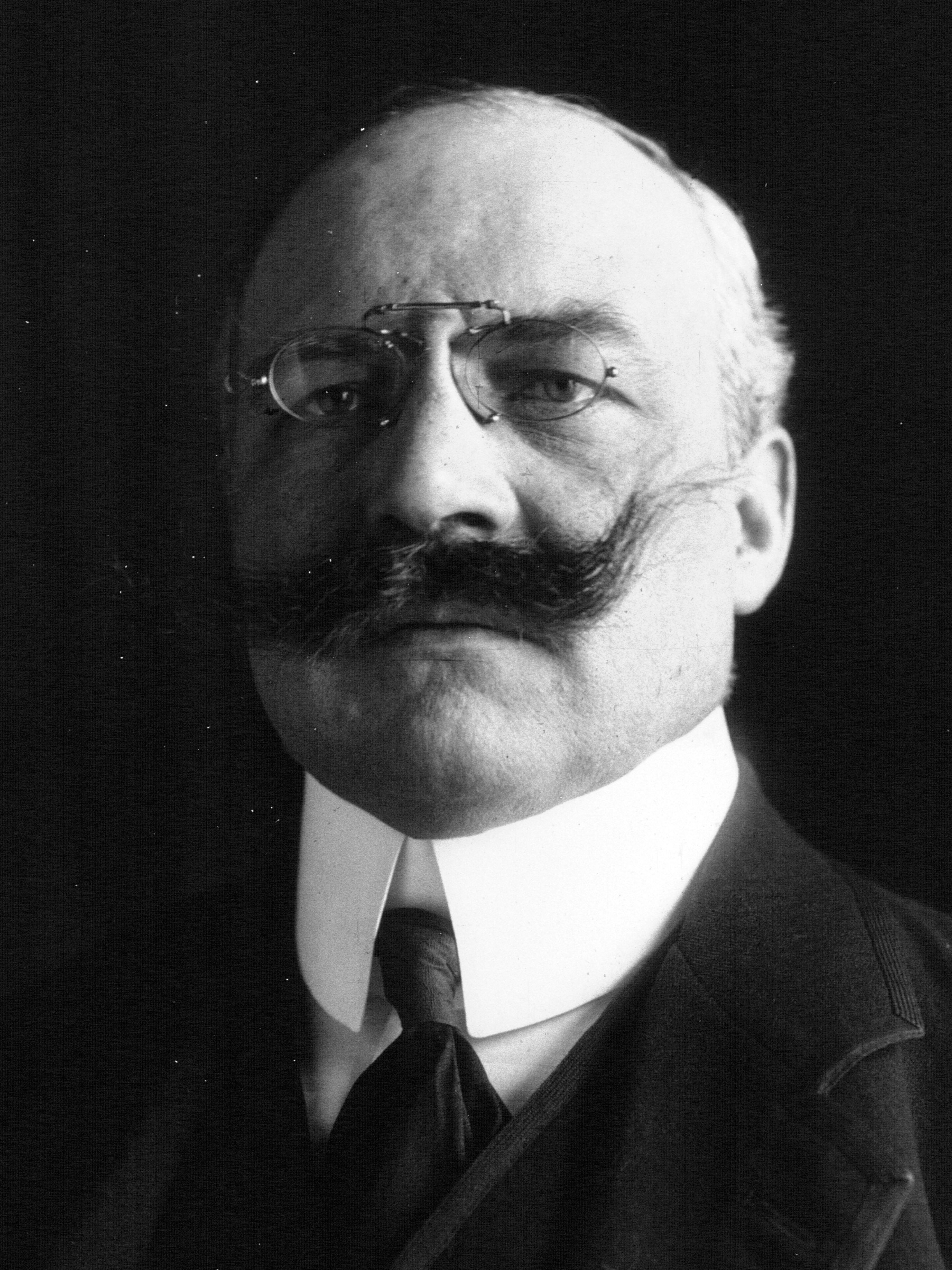
Adolphe Messimy, 1914).

Ze liet haar geliefde hengst Visjnoe afmaken en op 6 januari 1914 verliet ze Parijs. In de lente van 1914 werd ze in Berlijn gesignaleerd. 
Mata Hari kreeg een engagement in het Metropol-Theater aan de Behrenstrasse voor een nieuw ballet, Vision profane (Heidens visioen) vanaf september 1914. Ze wilde ook weer samenwerken met de Indiase muzikant en soefileraar Moerhid Inayat Khan, die haar eerder in haar tuin in Rue Windsor 11 in Neuilly-sur-Seine had begeleid. Ze was van plan zes maanden te blijven. Toen Alfred Kiepert, met wie ze een relatie had gehad, haar zei dat ze elkaar in de herfst weer in Parijs zouden ontmoeten, maakte ze daaruit op dat er een Duitse oorlogsverklaring aankwam. Ze zou die informatie hebben doorgespeeld aan haar vorige amant in Parijs, Adolphe Messimy, toen minister van Oorlog. Duitsland verklaarde op 1 augustus 1914 Rusland de oorlog en op 3 augustus Frankrijk.

#### Nederland
Ze ging met de trein naar Nederland terug en verbleef in het Victoria Hotel in Amsterdam, 38 jaar en berooid. Haar dochter Jeanne was 16 jaar en woonde 'en pension' in Den Haag en volgde een opleiding tot onderwijzeres aan de kweekschool. Mata Hari ontmoette de kunstenaar Piet van der Hem op het Centraal Station. Hij maakte in zijn atelier aan het Sarphatipark een aantal portretten van haar. Ze ontmoette ook bankier Will van der Schalk, de oudere broer van de dichteres Henriëtte Roland Holst-van der Schalk. In zijn opdracht zou Mr. Eduard Philips haar geld en juwelen van Berlijn terug naar Amsterdam hebben gebracht. Van der Schalk onderhield haar enige tijd aan de Nicolaas Witsenkade. Ze trad in contact met de Koninklijke Schouwburg in Den Haag en er werd overeengekomen dat ze vier optredens zou geven, Ballet du Roi, in Den Haag, Arnhem en Amsterdam. Het was een dans- en mimespel na de uitvoering van Lucie de Lammermoor door de Opéra national de Paris. Op 16 december 1914 trad ze in Den Haag op met de travestiet-danseres Alice Schuller van de Opera. De recensies waren positief, maar in Arnhem, waar ook haar ex-man in de zaal zat, was men kritischer. In de Amsterdamse Stadsschouwburg was het applaus maar matig. Op 5 februari zou ze haar beroemde Danse hindoue in Den Haag opvoeren, maar ze zei op het laatste moment daarvoor af. Het optreden in Den Haag leverde haar een nieuwe beschermheer op, Édouard Willem baron van der Capellen (1863-1935), commandant van het tweede regiment Huzaren, kolonel. Hij was 14 jaar ouder dan zij.
Ze zou naar Den Haag verhuizen. Ze huurde op 1 februari 1915 het pand aan de Nieuwe Uitleg 16, en baron Van der Capellen betaalde de huur 'van het liefdesnestje'. Het pand werd eerst grondig verbouwd en aangepast aan de wensen van de nieuwe bewoonster. Ze nam vanaf 17 mei 1915 haar intrek in Hotel Paulez aan het Korte Voorhout tegenover de schouwburg. Rond augustus 1915 verhuisde ze naar haar nieuwe adres.

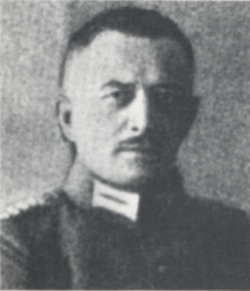
'Oberst' Walter Nicolai, chef van de Duitse inlichtingendienst

Mata Hari volgde een zevendaagse cursus spionage in Duitsland. Op 3 mei reisde ze samen met haar dienstbode Anna (Johanna Hubertina Lintjens) naar Duitsland. Majoor 'Oberst' Walter Nicolai zou de nieuwe rekruut in het Keulse Dom-Hotel hebben ontvangen. Kapitein Roepell was zijn ondergeschikte, die in 1918 de leiding zou krijgen van het Duitse spionagecentrum in Den Haag. Roepell nam haar mee naar Frankfurt voor 'een cursus politiek-militair onderricht.' Zijn collega, Elsbeth Schragmüller ('Fräulein Doktor' of 'Mademoiselle Docteur' vanwege haar 'strenge' bril), bracht haar observatietechnieken bij en schrijven met onzichtbare inkt (eerst citroensap, later kwikoxycyanide). Vijfentwintig jaar later noemde Schragmüller haar 'beroemdste' rekruut 'niet opgewassen tegen haar taak' en 'haar grootste mislukking'.
Ze kon niet aarden in Den Haag, wilde terug naar Parijs en Henri-François Petitpied gaf haar op 27 november 1915 haar visum, dat een jaar geldig was. Ze reisde via Engeland. Toen ze in Engeland aan boord ging om naar Parijs te vertrekken, werd ze aangehouden. Er werd niets verdachts bij haar gevonden maar MI5 maakte onder nr. 2917 een persoonlijk dossier aan van 'Madame Zelle'. 'Bij het opnieuw betreden van Brits grondgebied diende ze te worden gearresteerd, liet Scotland Yard in een 'geheim memo' twee maanden later weten aan diverse ministeries en zeven havenplaatsen in Engeland en Frankrijk.' Op 3 december 1915 betrad ze het Grand Hôtel aan de Boulevard des Capucines, 12. Ze kon in Parijs geen nieuw theatercontract krijgen.  Ze checkte op 10 januari 1916 uit, betaalde de rekening niet en vertrok vanaf Gare d'Orsay naar het zuiden. Ze werd toen al door de Franse inlichtingendienst in de gaten gehouden. Ze bracht een kort bezoek aan Madrid en Barcelona en nam vanuit Lissabon op 24 januari de boot terug naar Den Haag.
Volgens informant T (Richard Bolton Tinsley, directeur van de Uranium Steamship Company) werd Mata Hari ervan verdacht in Frankrijk een opdracht voor de Duitsers te hebben uitgevoerd en ze zou 15.000 francs van de Duitse ambassade hebben ontvangen. De Haagse procureur-generaal Tarquinius Johannes Noyon gaf politie-inspecteur Gerardus Leendert van Exel opdracht te posten voor het huis van Mata Hari aan de Nieuwe Uitleg.

#### Parijs

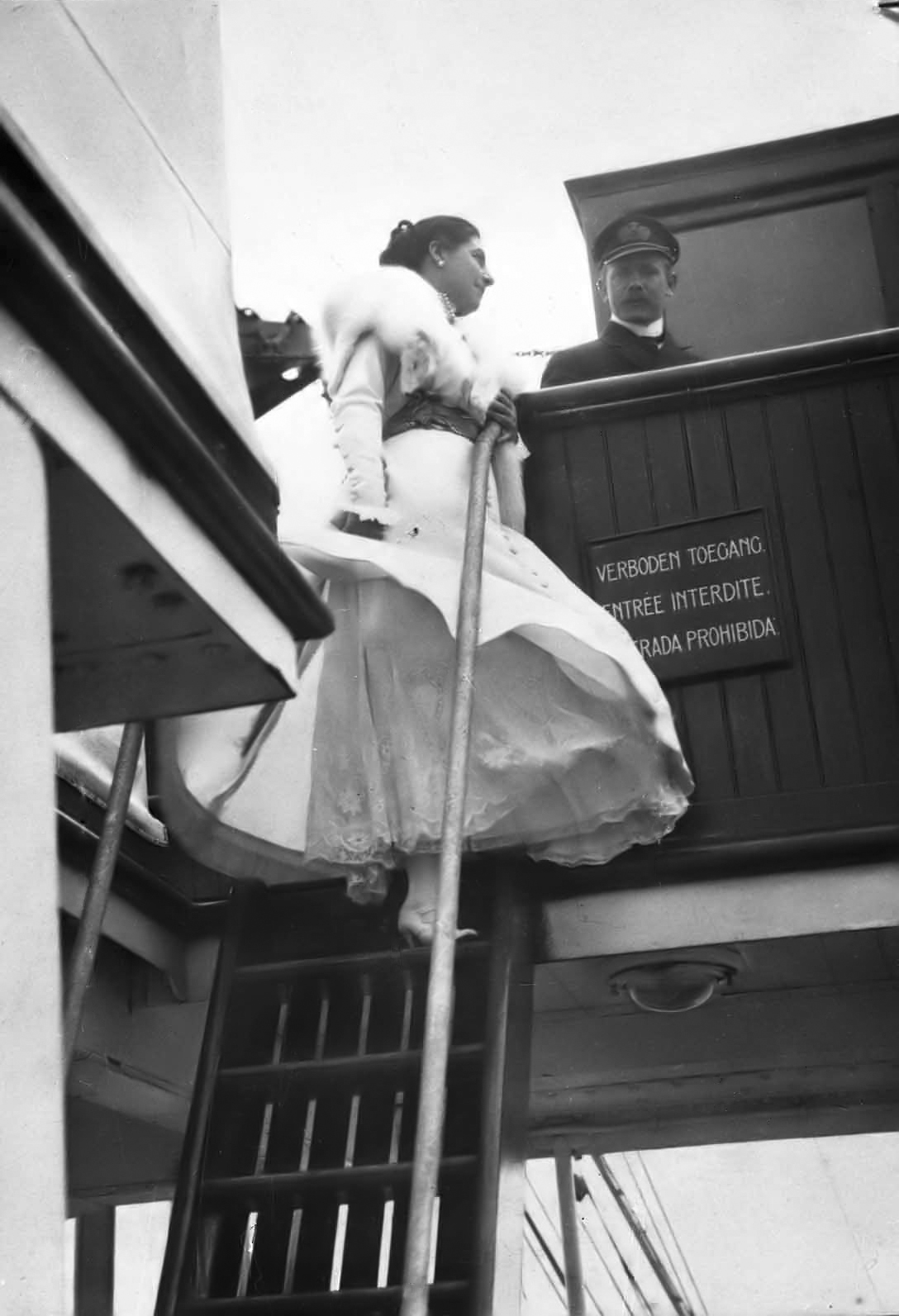
Mata Hari aan boord van de Zeelandia (1916)

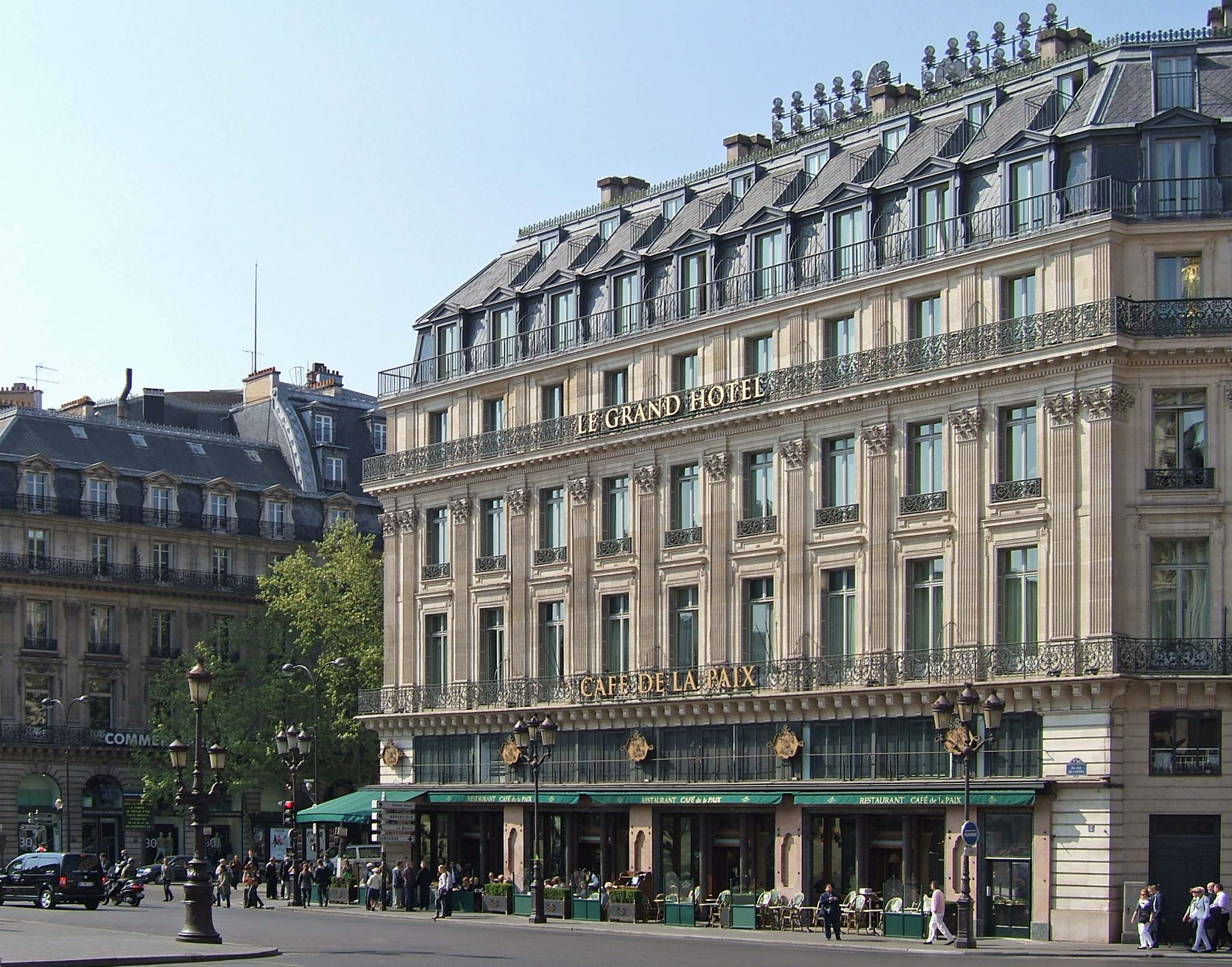
Grand Hôtel, Parijs, anno 2011

Op 14 maart 1916 vroeg ze opnieuw Petitpied haar papieren in orde te maken voor Parijs. Ze kreeg 15 mei haar paspoort en op 20 mei ook een visum voor Spanje, een Brits visum kreeg ze niet. Ze ging 24 mei met de Zeelandia via Spanje naar Frankrijk. Omdat ze op een Engelse lijst van verdachten stond mocht ze aanvankelijk in Hendaye niet doorreizen, maar op 16 juni kon ze toch de trein naar Parijs pakken. Op 18 juni nam ze weer haar intrek in het Grand Hôtel. Twee politie-inspecteurs, Georges Lucien Alfred Tarclet en Henri Monier, volgden haar vanaf 18 juni 1916 tot 13 januari 1917, van 's ochtends vroeg tot 's avonds laat. Ze openden haar brieven, luisterden haar telefoon af en maakten een dagelijks verslag. Ze hebben haar nooit op heterdaad of zelfs maar enige poging tot spionage kunnen betrappen. Ze ontmoette Jean-Hélie Hallaure, die voor het ministerie van Oorlog werkt en een medewerker was van kapitein Georges Ladoux, hoofd van het Deuxième Bureau van de Franse inlichtingendienst. Ze aanvaardde het aanbod van Frankrijk om een miljoen te verdienen met spionagewerk.
Ze had op 30 juli het Grand Hôtel verlaten met de Russische reservekapitein Vadime Massloff, geboren in Odessa en hij kwam met ziekteverlof uit La Panne. Hij was 22 jaar, 18 jaar jonger dan Mata Hari. Massloff raakte door mosterdgas gewond aan zijn keel en herstelde tijdens zijn verlof in het Grand Hôtel. Op 4 augustus keerde hij terug naar het front in Reims. Zij ging op 7 augustus het Deuxième Bureau binnen en kreeg van kapitein Georges Ladoux, een vrijgeleide om naar Vittel te vertrekken. Kapitein Masloff liep na een Duitse gifgasaanval een verwonding op aan zijn linkeroog en de geliefden ontmoetten elkaar in het Grand Hôtel van het thermale park van Vittel.  Ze bleef nog een dag of tien nadat zijn verlof was afgelopen en is 17 september terug in Parijs. Ze kreeg van Ladoux een opdracht in Spanje om haar daar in de val te kunnen lokken.
Ze verliet op 5 november 1916 het Grand Hôtel in Parijs, opnieuw zonder de rekening te betalen, en ging met haar tien koffers met de nachttrein naar Madrid. Daar was ze drie dagen en vertrok met de Hollandia naar Nederland. Maar in Falmouth, de havenstad van Cornwall werd ze gearresteerd door de Metropolitan Police. Ze werd aangezien voor geheim agent Clara Benedix. Tussen haar spullen werd niets verdachts gevonden. Ze werd naar Londen gebracht voor een gesprek met hoofdinspecteur Edward Parker, Basil Thomson, Lord Herschell en majoor Reginald Drake. Ze zou een cheque ter waarde van 15.000 franc geïnd hebben in Banques de Londres in Den Haag, een filiaal van de Deutsche Bank. Ze gaf toe soms te werken voor de Franse geheime dienst. Er werd buiten haar weten met de Franse inlichtingdienst getelegrafeerd en die adviseerde haar terug te sturen naar Spanje. Op 18 november werd ze vrijgelaten bij gebrek aan bewijs. Met de Araguaya kwam ze in Vigo aan, waarna ze in Hotel Ritz in Madrid introk. In Spanje spioneerde ze voor Frankrijk. Ze schreef Ladoux op 15 december dat ze informatie aan de Duitse majoor Arnold Kalle had ontlokt. De Franse kolonel Joseph Cyrille Denvignes adviseerde haar nogmaals met Kalle te spreken. Kalle kreeg argwaan en stuurde op 13 december 1916 het eerste van zijn 14 gewraakte gecodeerde telegrammen over agent 'H21', terwijl hij wist was dat Frankrijk het bericht kon decoderen. Mata Hari leverde 12 kantjes over Kalle af aan de Franse ambassade, maar Denvignes ging met de eer strijken en Ladoux kwam er pas later achter dat de informatie van haar kwam. Op 2 januari 1917 was Mata Hari terug in Parijs, in Hôtel Plaza Athénée aan de Avenue Montaigne. Ze vroeg een visum aan om via Zwitserland naar Nederland te reizen. Op 7 februari trok ze in het Élysée Palace Hôtel aan de Avenue des Champs-Élysées. Op 13 februari 1917 werd ze er gearresteerd.

### Geruchten over Mata Hari
Over Mata Hari deden talloze geruchten de ronde. Zo zou zij een financier, geparenteerd aan een politicus, die herhaaldelijk minister was geweest, als slachtoffer hebben gehad. Deze financier zou binnen enkele maanden voor Mata Hari zijn vrouw en kinderen tot armoede hebben gebracht en uiteindelijk malversaties hebben gepleegd, waarvoor hij tien jaar gevangenisstraf kreeg. Mata Hari stond aldus bekend als een vrouw die, om haar spilzucht de vrije teugel te kunnen laten, de rijken tot haar slachtoffers maakte en die geen scrupules kende om haar ijdelheid, haar honger naar weelde en al haar impulsen te bevredigen. Geruchten deden de ronde dat zij een zeer kostbare renstal met paarden had bezeten en toen de Eerste Wereldoorlog uitbrak, dit huis verkocht had. Omdat zij niet zou hebben gewild dat haar lievelingsrenpaard in handen zou vallen van de vijand, zou zij het dier, Vischnu, met een gouden stiletto in het hart gedood hebben.
De gedachte dat zij een spion zou zijn, was eerder al bij de Engelsen opgekomen. In mei 1916 vertrok Mata Hari met het schip Zeelandia naar Spanje; zij had door bemiddeling van haar impresario in San Sebastian en ook elders een engagement aangenomen. Op reis van Vigo, waar zij aan boord gekomen was, naar Falmouth per Hollandia, van de Koninklijke Hollandsche Mail, werd zij te Falmouth gevisiteerd. Men gaf haar geen verlof om verder te reizen, maar bracht haar onder geleide naar de wal, waar zij en haar bagage aan een ernstig onderzoek werden onderworpen. Zelfs de panelen van haar hut werden losgemaakt. Mata Hari zelf zei dat een mannelijke begeleider, die zij gedurende de reis aan boord onaardig behandeld zou hebben, haar had aangegeven bij de douane.

Afbeeldingen
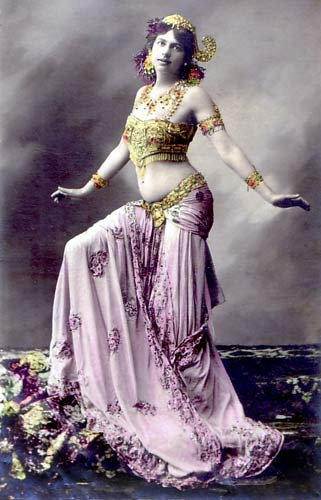
Mata Hari in haar oosterse dansgewaad
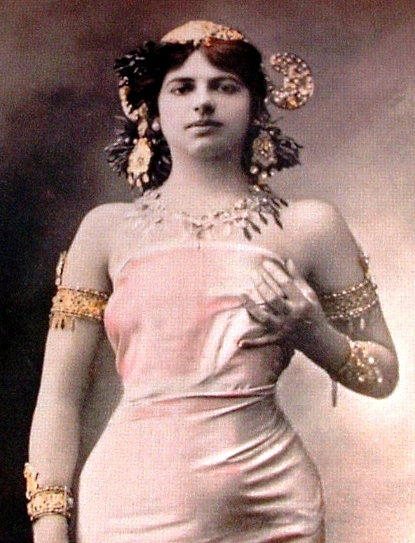
Mata Hari in 1906
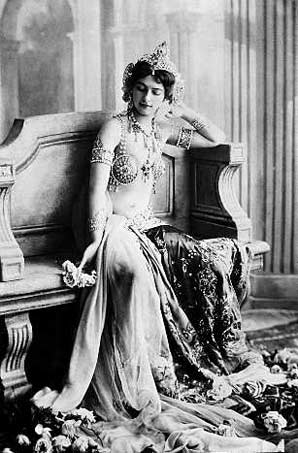
Mata Hari in 1906
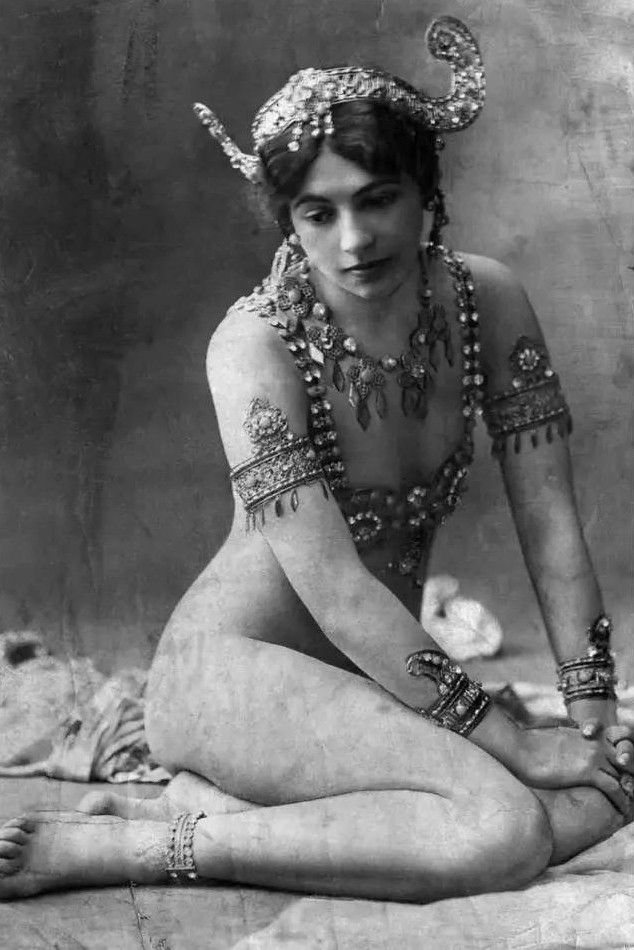
Mata Hari in 1910
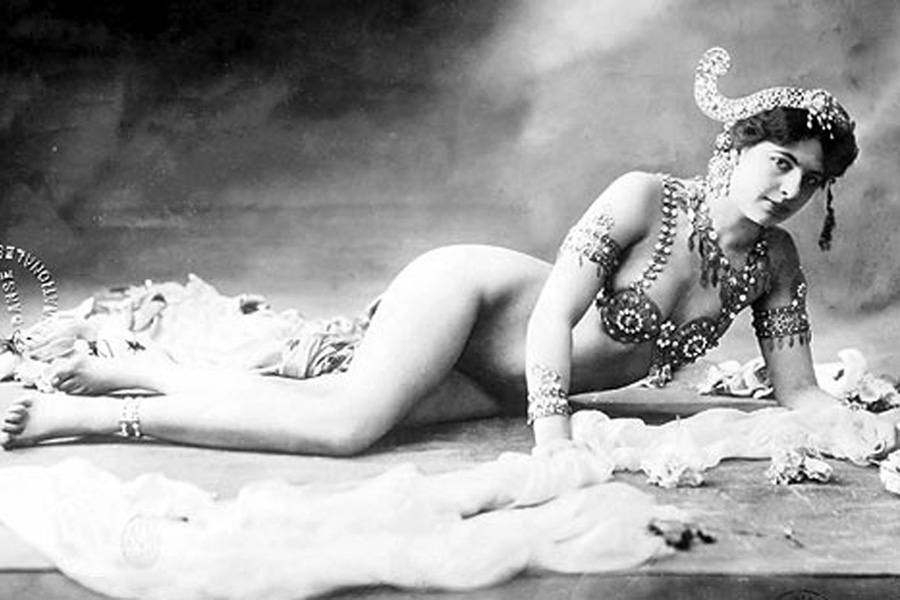
Studiofoto van Mata Hari
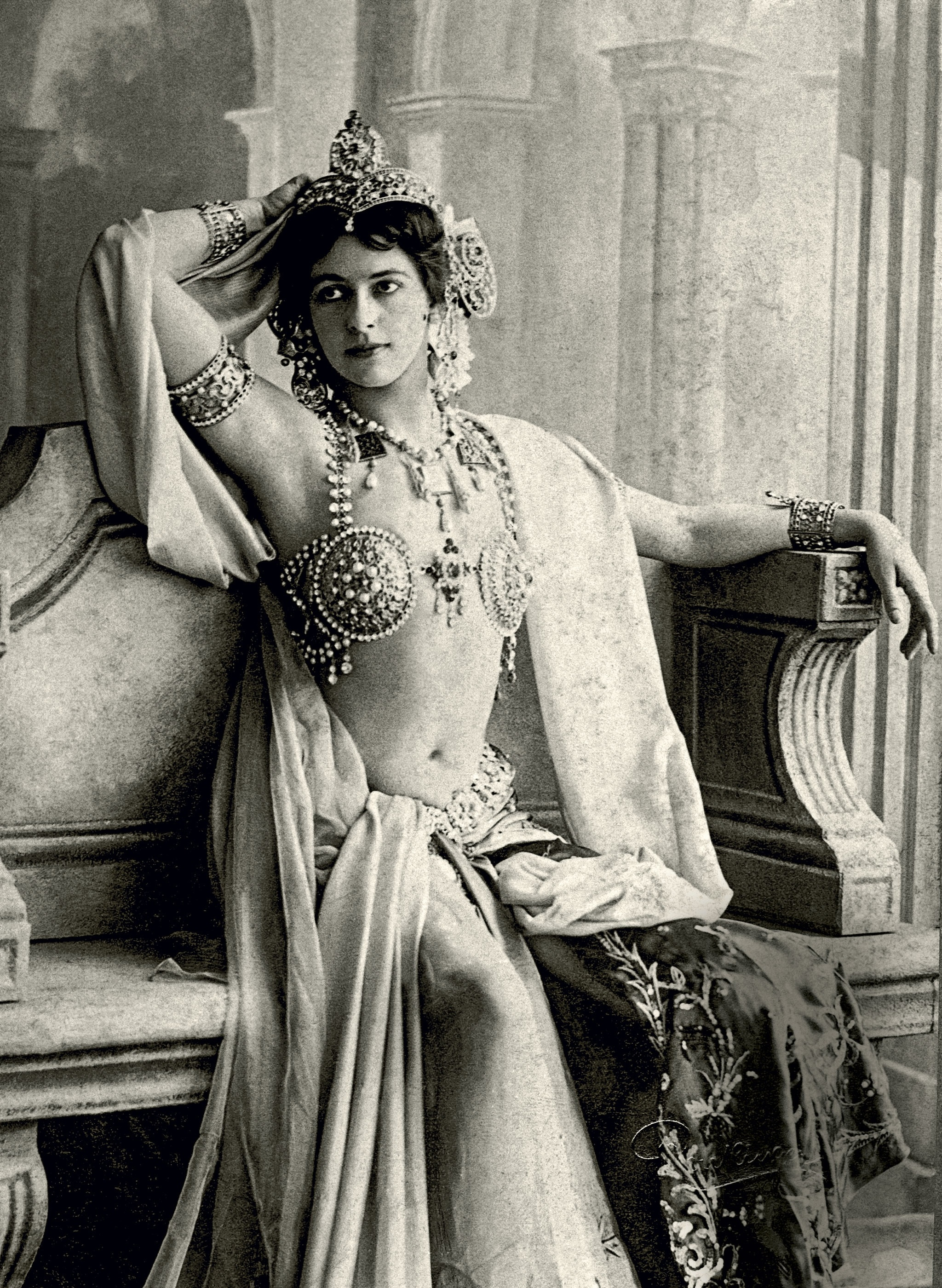
Mata Hari
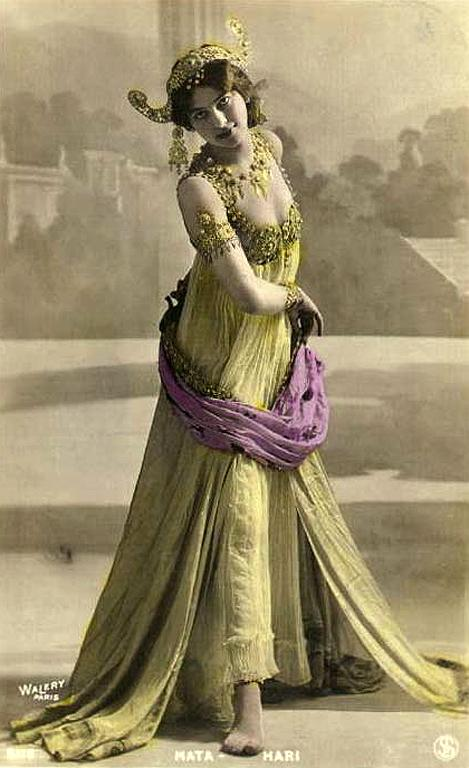
Studiofoto van Mata Hari

## Arrestatie en veroordeling

### Dubbelagent

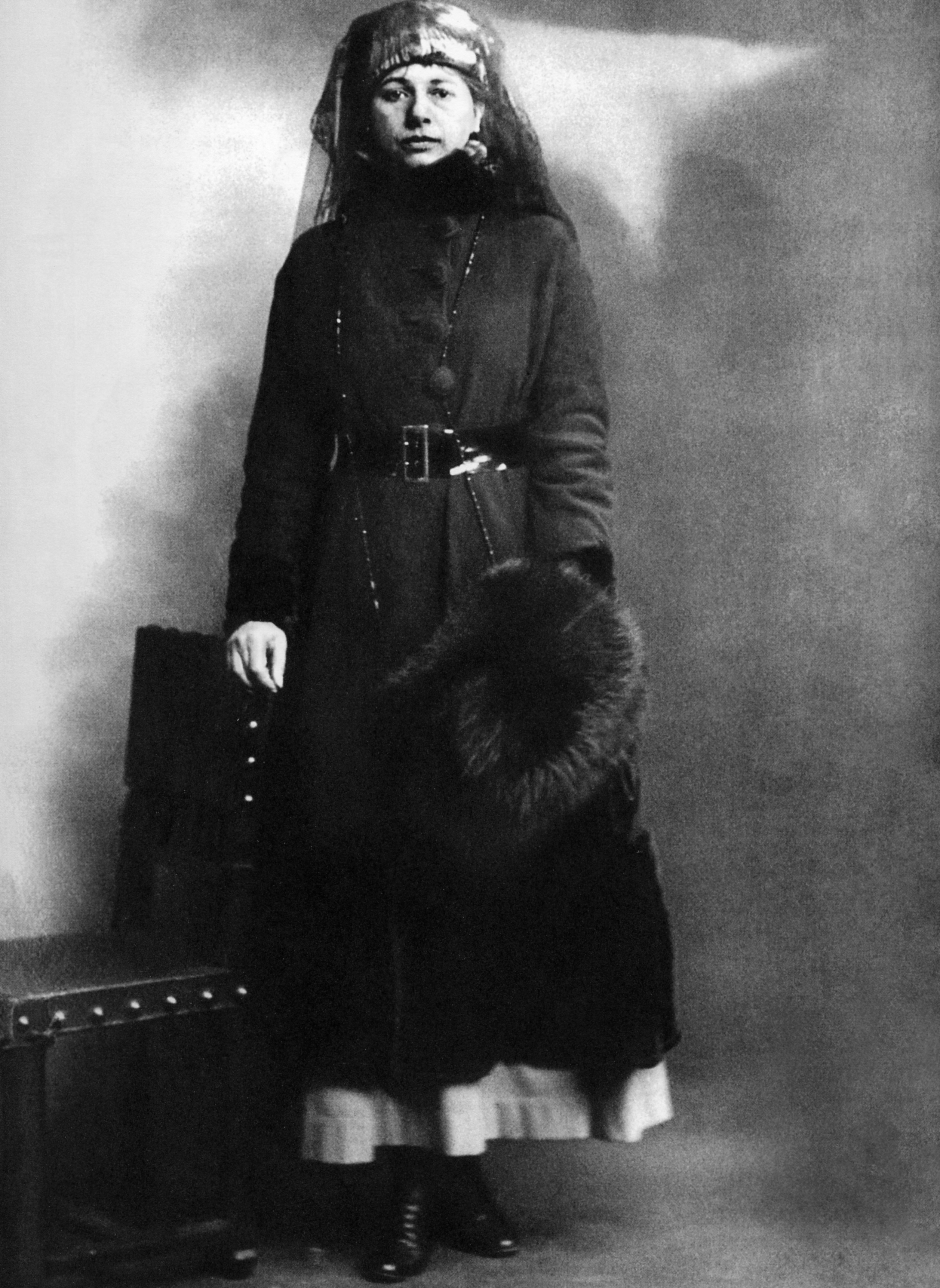
Mata Hari op de dag van haar arrestatie

Tijdens de Eerste Wereldoorlog bleef Nederland neutraal. Dit betekende voor Mata Hari dat ze, gezien haar Nederlandse nationaliteit, vrij over de grenzen mocht reizen. Op het moment van de oorlogsverklaring aan Frankrijk verbleef zij te Berlijn, waar zij in politieke, militaire en politiekringen verkeerde. Uiteindelijk ging ze naar Frankrijk via het Verenigd Koninkrijk en Spanje. Haar vele reizen trokken de aandacht, evenals het feit dat ze relaties had met veel hoge militairen. In een aantal interviews met de officieren van de British intelligence beweerde ze zelfs een geheim agente te zijn voor de Franse militaire geheime dienst. In januari 1917 zond de Duitse militaire attaché majoor Arnold Kalle in Madrid een radiobericht naar Berlijn, waarin hij sprak van waardevolle informatie die hij zou hebben gekregen van een spion met de codenaam H-21, ofwel Mata Hari. De 'H' staat voor de Duitser Hauptmann Hoffmann, die spionnen rekruteerde voor Frankrijk.
Opvallend genoeg werd dit bericht verzonden in een code waarvan de Duitsers wisten dat de Fransen hem reeds hadden gebroken, en het bericht dus makkelijk konden onderscheppen. Dit is voor sommige hedendaagse historici een bewijs dat het bericht vals was, en alleen was bedoeld om de Fransen op het verkeerde been te zetten. Volgens de Franse justitie in 1917 stond Mata Hari onder een rangnummer ingeschreven bij de Duitse spionagedienst en stond ze buiten Frans grondgebied in directe mondelinge verbinding met hooggeplaatste buitenlandse personen en bekende leiders der spionage. Sinds langere tijd zou ze uit Duitsland belangrijke sommen geld hebben verkregen als loon voor door haar verstrekte inlichtingen. Een en ander was reden dat de Franse justitie haar al sinds twee jaar in het oog hield maar kennelijk, naar eigen zeggen, door haar buitengewone behendigheid werd verhinderd afdoende bewijzen in te zamelen om de aanhouding van Mata Hari te wettigen.

### Tenlastelegging
De Fransen namen alle berichten echter zeer serieus. Op 13 februari 1917  werd Mata Hari in haar hotelkamer in Plaza Athénée gearresteerd op de beschuldiging van spionage en verstandhouding met de vijand. Dat was op het moment dat zij voor de tweede maal tijdens de oorlog in Frankrijk kwam. De verhoren duurden twee dagen. Volgens de Franse justitie bleek al snel dat men hier met een zeer gevaarlijke spion te doen had. Volgens hen bekende Mata Hari niet minder dan 30 belangrijke feiten en was het aantal van de door haar gemaakte slachtoffers zeer groot. Ze zou aan Duitse onderzeeërs geheime inlichtingen hebben verschaft en de dood van honderden mannen, vrouwen en kinderen op haar geweten hebben. Belangrijk onderdeel van de aanklacht was de beschuldiging dat zij zich in 1916 toegang had verschaft tot een versterkt kamp bij Parijs, met de bedoeling er inlichtingen te verzamelen ten behoeve van de vijandelijke staat Duitsland; ook dat zij zowel in Frankrijk als in den vreemde deze staat inlichtingen had verschaft die het Franse leger in zijn operaties had kunnen belemmeren. Daarnaast dat zij in den vreemde relaties onderhield met Duitse diplomatieke agenten met het doel om de ondernemingen van de vijand te vergemakkelijken, door hen mededelingen te doen over de binnenlandse politiek van Frankrijk, het offensief en vele andere zaken. Mata Hari, die ten tijde van de oorlogsverklaring te Berlijn in politieke, militaire en politiekringen bekend en thuis zou zijn, zou aldus in dienst van Duitsland hebben gestaan.
Daarnaast zou ze van Duitsland bij herhaling grote sommen geld hebben gekregen in ruil voor de aanwijzingen die zij zou hebben gegeven. Volgens de Franse justitie was Mata Hari niet een spion zonder meer, maar vormde zij het centrum van spionage. Zij zou inlichtingen verzameld hebben, haar gebracht door talloze agenten, van wie het merendeel later eveneens ontmaskerd was. De informatie zou zij via geheimzinnige wegen naar Berlijn overgebracht hebben. Betreffende haar privéleven sprak de rechtbank onder meer over de ontelbare op hol gebrachte hoofden van Russische bankiers en villa's  aan de Rivièra, van invloedrijke vrienden in de politiek, van een zekere beruchtheid in "het Montmartre de la haute nose" en van een aantal andere zaken, die lieten zien dat het niet alleen de "kunst" was, "waaraan Mata Hari haar bekendheid en kortstondige roem te danken had gehad."
Mata Hari diende zich op 7 punten te verantwoorden, waaronder:
1. Verstandhouding met de vijand in 1916 in Spanje, Holland en Frankrijk;
2. Ter handstelling aan Duitse agenten in Spanje van militaire inlichtingen betreffende het Franse leger;
3. Mededeling aan de vijand van een ontdekking op chemisch gebied, van belang voor het Franse leger ('onzichtbare inkt');
4. Oponthoud in het versterkte kamp van Parijs ter verkrijging van inlichtingen;
5. Mededeling aan de vijand van een op handen zijnde Frans offensief in het voorjaar van 1916.

### Gevangenschap
Mata Hari heeft acht maanden gevangen gezeten. Na haar arrestatie op 13 februari 1917 door commissaris Priolet werd ze voorgeleid in het Paleis van Justitie op het Île de la Cité en geregistreerd op verdenking van spionage en verstandhouding met de vijand. Haar rechter-commissaris was Pierre Bouchardon, sinds het begin van de oorlog de enige rechter-commissaris aan het Parijse hof van justitie. Zijn chef was kapitein Georges Ladoux, hoofd van de inlichtingendienst van het ministerie van Oorlog.
Het jaar 1917 werd het Franse politieke leven beheerst door spionagezaken. De Franse krijgsraad sprak tussen 1916 en 1919 26 keer een ter dood veroordeling uit. Op de aanklacht antwoordde ze: 'Ik ben onschuldig. Welk spel heeft de Franse inlichtingendienst met mij gespeeld, ik ben in hun dienst en heb slechts gehandeld naar hun instructies!' Ze wilde in het begin geen advocaat en ze raakte van haar stuk toen ze naar de gevangenis werd gestuurd. Er werden foto's van haar gemaakt in haar koetsiersjas. In dezelfde jas was ze een jaar eerder door de schilder Isaac Israëls geportretteerd. Ze werd onder registratienr. 72144625 naar de vrouwengevangenis Saint-Lazare (een voormalig leprozenhuis) overgebracht. Ze sliep er op een stromatras vol luizen op de ijskoude grond van een donkere, bedompte cel. Na haar eerste verhoor werd de beroemde Parijse advocaat maître Edouard Clunet haar advocaat. Ze kende hem al twaalf jaar en hij had eerder haar zaken behartigd. Ze kreeg na een week een lichtere en luchtiger cel en haar eigen linnengoed. Ze schreef brieven naar de gevangenisdirecteur en haar was werd uit haar laatste hotel, Élysée Palace Hotel, opgehaald. Ze schreef ook herhaaldelijk naar de militair gouverneur van Parijs, maar haar verzoek om voorlopige invrijheidstelling werd afgewezen.
In de acht maanden van haar gevangenschap schreef ze een kleine vijftig brieven. Ze zijn niet allemaal terug te vinden in haar dossier van de SHD (Service historique de la Défense) in het Chateau de Vincennes in Parijs. Sommige brieven kwamen op veilingen aan het licht. Het dossier Mata Hari van het Deuxième Bureau, destijds de Franse inlichtingendienst, en van het Cinquième Bureau daar boven, ontbreekt. De verhoren, brieven en overige processtukken beslaan meer dan tweeduizend pagina's. Ze werden in 2001 door Jean-Pierre Turbergue gepubliceerd onder de titel Mata-Hari: le dossier secret du Conseil de Guerre. De natuurkundige Léon Schirmann, die zich na zijn pensioen in gerechtelijke dwalingen specialiseerde, vond nogal wat vormfouten en bewijzen van eigen stellingen. Schirmann en Tubergue gaven daarna samen Mata-Hari: autopsie d'une machination uit. De archieven verschenen in 2015 integraal op internet.

### Verhoren
Tussen 13 februari en 21 juni 1917 riep kapitein Bouchardon haar 17 maal op voor verhoor op het Paleis van Justitie. Tot en met het 9e verhoor ontkende ze de tenlastelegging. Ze vertelde dat ze was onderhouden door de Duitser Kiepert, de Fransman Rousseau en de Haagse baron Van der Capellen. Haar advocaat mocht bij oorlogswet alleen bij haar tweede en laatste verhoor aanwezig zijn. Bouchardon zou later de verdediging van de 71-jarige Clunet als van een 'groentje' kenschetsen.
De verhoren namen vier maanden in beslag. Ze schreef voortdurend brieven aan Bouchardon en André Mornet, de officier van justitie. Daarnaast schreef ze brieven om iedereen in haar omgeving op de hoogte te stellen van 'het ongeluk dat mij is overkomen'. De meeste van deze brieven, zoals aan haar dienstbode Anna Lintjens in Nederland, verlieten nooit de gevangenis en zitten nog steeds in haar dossier. Ook een brief aan de Nederlandse consul Otto Bunge werd niet doorgestuurd, omdat Bunge twee eerdere cheques van 5000 franc had afgetekend, 4 november 1916 en 16 januari 1917, zodat Mata Hari de bedragen kon innen, mogelijk afkomstig van de Duitse 'consul' Carl Cremer (1858-1938) in Amsterdam. Haar roep om hulp werd doorgestuurd naar de Nederlandse Gezant in Parijs, Alphonse Lambert Eugène Ridder de Stuers. De Stuers wist al sinds haar aanhouding in Falmouth in november 1916 dat ze onder Britse en Franse verdenking stond. Jonkheer John Loudon was in Den Haag de baas van De Stuers en De Stuers bracht hem telegrafisch op de hoogte van wat er speelde.
Bouchardon vond tijdens de verhoren geen concreet bewijs. De dagrapporten van haar achtervolgers Tarlet en Monier noch haar koffers leverden iets verdachts op. Er werden geen sporen van chemische stoffen aangetroffen in verband met geheimschrift. De cheques, die consul Bunge had afgetekend, konden ook van Baron Van der Capellen afkomstig zijn, zoals ze 1 mei verklaarde.
Pas tijdens het 9e verhoor vroeg Bouchardon haar of ze tijdens de oorlog in Duitsland was geweest. Ze ontkende. Na twee maanden voorarrest was er nog steeds geen concreet bewijsmateriaal. Dat kwam pas op 21 april. Toen kreeg Bouchardon de telegrammen in handen, die de Duitse militair attaché Arnold Kalle aan zijn hoofdkwartier in Berlijn had verstuurd. In die telegrammen werd Mata Hari neergezet als geheim agent in Duitse dienst. Ze was in Madrid zonder geld geweest en had Arnold Kalle op eigen initiatief benaderd om via Duitsland naar Nederland te kunnen reizen, toen dat niet via Spanje en Engeland mogelijk was gebleken. Hoofdaanklager André Mornet verklaarde een halve eeuw later dat Georges Ladoux, chef van de Franse inlichtingendienst, wel degelijk met de gedachte had gespeeld Mata Hari voor zijn dienst in te zetten. Ladoux speelde de onderschepte, Duitse telegrammen nu pas door aan Bouchardon.
Tijdens het 10e verhoor werd Mata Hari met deze telegrammen geconfronteerd. Ze gooide woedend een metalen drinkbeker leeg over Bouchardons broek. Haar brief aan haar advocaat bleef in het dossier.
Tijdens het 11e verhoor, toen ze op was van de zenuwen, bekende Mata Hari de Duitse agent H21 te zijn. De Duitse consul Cremer had haar in de lente van 1916 thuis in Den Haag bezocht. Hij vroeg haar inlichtingen te verzamelen in Parijs en ze kreeg 20.000 franc in handen. Ze beschouwde het echter als vergoeding voor haar bontmantels, die in Berlijn geconfisqueerd waren, toen de oorlog met Frankrijk uitbrak. Van het geld betaalde ze de schulden bij haar stoffeerder in Den Haag. Consul Cremer gaf haar daarbij drie flesjes: om papier nat te maken, om mee te schrijven en de tekst te wissen. Ze had de flesjes overboord gegooid op het kanaal tussen Amsterdam en de zee.
Haar informatie over Frankrijk aan Kalle waren volgens haar van nul en generlei waarde. De van Kalle verkregen informatie over de landing van Duitse troepen en wapens op de Marokkaanse kust, een piloot achter de linies, transport van geheime inkt en de sleutel tot Franse telegrammen, waren achterhaald nieuws. Ze had wel geld ontvangen (omgerekend een honorarium van 34.000 Franse franc in acht maanden tijd), maar geen spionageactiviteiten voor de Duitsers ontplooid. Ze had juist al haar middelen en toewijding voor Frankrijk ingezet. Ze schreef Ladoux, maar hij wilde slechts de namen van medeplichtigen horen. Volgens haar waren er die niet. Kapitein Ladoux ontkende op Bouchardons kantoor haar te hebben 'ingehuurd'. Hij erkende wel dat hij had gezegd dat informatie uit het Duitse hoofdkwartier over troepenbewegingen hem een miljoen franc waard zou zijn. Volgens Bouchardon stond contact met de vijand bij wet gelijk aan het doorgeven van informatie aan de vijand. Ladoux verklaarde dat de telegrammen niet bewezen dat ze al sinds 1915 door de Duitsers was geëngageerd. Het bewijs tegen de 'spionne' bleef flinterdun.
Parallel aan de verhoren liet Bouchardon contacten en relaties van Mata Hari bij zich komen. In haar koffers was immers een koordje met visitekaartjes gevonden. Ze werden tussen 16 maart en 21 juni ontboden. Henri Monier, de politie-inspecteur, die haar maanden had gevolgd, meldde dat ze tot drie keer toe een scheepsreis had geannuleerd bij de receptionist van het Grand Hôtel, waarna juist die drie schepen werden getorpedeerd. Enkele jaren later zou een van haar rechters daarop beweren dat door haar toedoen '50.000 van onze kinderen' door een torpedoaanval waren verdronken.
Ze bleek met niemand van de getuigen over militaire zaken te hebben gesproken, ze had ook nooit tegenover hen enige sympathie voor de Duitsers getoond.
Kolonel Cyrille Denvignes, de militair attaché van de Franse ambassade in Madrid, aan wie zij in Madrid informatie van Arnold Kalle had doorgegeven, was er 'absoluut' van overtuigd dat Mata Hari voor de Duitse inlichtingendienst werkte. Zij was er op haar beurt van overtuigd dat hij uit wraak getuigde, omdat hij door haar was afgewezen. De tweede belastende verklaring kwam van Jean-Hélie Hallaure, een van Ladoux' agenten. Haar goede oude vriend Henri de Marguerie verdedigde haar echter met volle overtuiging en meldde dat Mata Hari op een dag tot drie keer toe door Georges Ladoux gesommeerd was naar zijn kantoor te komen.
Antoine Goulet, directeur van het Deuxième Bureau en superieur van kapitein Ladoux, noemde haar door haar intelligentie, moed en relaties 'de meest gevaarlijke spionne die de Franse inlichtingendienst ooit had getroffen'. hij had haar weliswaar nooit gezien. Hij verklaarde dat Mata Hari zélf naar de Franse inlichtingendienst was gegaan, 'om zijn eigen dienst voor een openbare flater te behoeden'.
Baron Van der Capellen en dienstbode Anna Lintjens werden niet opgeroepen, omdat Bouchardon van zijn superieuren desgevraagd geen inlichtingen kreeg.
Haar geliefde Vadim Massloff getuigde vanaf zijn ziekbed, hij was opnieuw gewond geraakt, dat hij naar haar hotel was gegaan om de relatie te verbreken, omdat zijn superieur hem voor haar had gewaarschuwd. Hij had haar daar niet meer getroffen. Een liefdesbriefje in het dossier van ná haar arrestatie vertelt een ander verhaal: 'Ik omhels je innig en ik streel je [...] Kom vlug terug. Je Dim.' Toen ze werd geconfronteerd met Massloffs getuigenis, stortte haar wereld in.
Op 21 juni was haar laatste verhoor. Op 24 juni stelde Bouchardon zijn 25 pagina's tellende eindverslag op, waarin hij haar 'een geboren spionne' en een 'gevaarlijk wezen' noemde. Hij verklaarde de verdachte 'scrupuleus, glad, onecht en gewend mannen om haar vinger te winden.' Hij had overigens daarvóór zijn eigen vrouw op overspel betrapt. Hij verzweeg dat de Duitse inlichtingendienst haar informatie over de Fransen 'onbevredigend' vond. Het deerde hem evenmin dat 'een van de geduchtste tegenstandsters van de Franse inlichtingendienst, door haar Duitse opdrachtgevers werd genegeerd.' Hij verklaarde Mata Hari expliciet schuldig aan spionage tegen Frankrijk en diende een aanvraag in voor een proces.
Spionnenjager kapitein Georges Ladoux werd zelf begin 1918 op beschuldiging van spionage voor de Duitsers gearresteerd. Hij kwam een jaar later vrij.
Pas na de verhoren, eind juni, werd het nieuws van de arrestatie van Mata Hari op verdenking van spionage  naar buiten gebracht. Op 24 juni stond het nieuws al op de voorpagina van Le Figaro. een dag later verschenen de eerste berichten in de Nieuwe Rotterdamsche Courant en het Algemeen Handelsblad. Het handelsblad nam haar in bescherming en zag haar gevangenneming als wraakactie van de Amsterdammer Henry Hoedemaker, die aan boord van de Zeelandia van Engeland naar Spanje gesnoefd had met haar haar hut te hebben gedeeld en van haar en public een klap in het gezicht had gekregen. Mata Hari noemde Hoedemaker een 'agent', die tegen haar aangifte had gedaan bij de Franse autoriteiten.
De processtukken moesten handmatig worden gekopieerd en Clunet kreeg pas op 17 juli, een week voor het proces, de stukken in handen.

### Otto von Fernig
Otto von Fernig, destijds een van de leidende figuren van de Duitse spionage in Spanje, zei enkele decennia later in een Franse krant: 'We wilden haar compromitteren. We hebben haar in de val gelokt, we wilden liever dat ze door u werd gefusilleerd dan door ons.' Het was een bekende methode om van falende dubbelspionnen af te komen. 'We maken ze zwart en laten ze executeren door de vijand. ze bedroog ons.' Omdat ze contacten had 'in hoge Duitse kringen', was het geen optie haar zelf uit de weg te ruimen. De telegrammenkwestie was geheel in scène gezet. 'Waarom zouden we een dergelijk expliciet telegram hebben gestuurd als we haar niet kwijt hadden gewild? We wisten dat onze code was gekraakt.'

### Proces

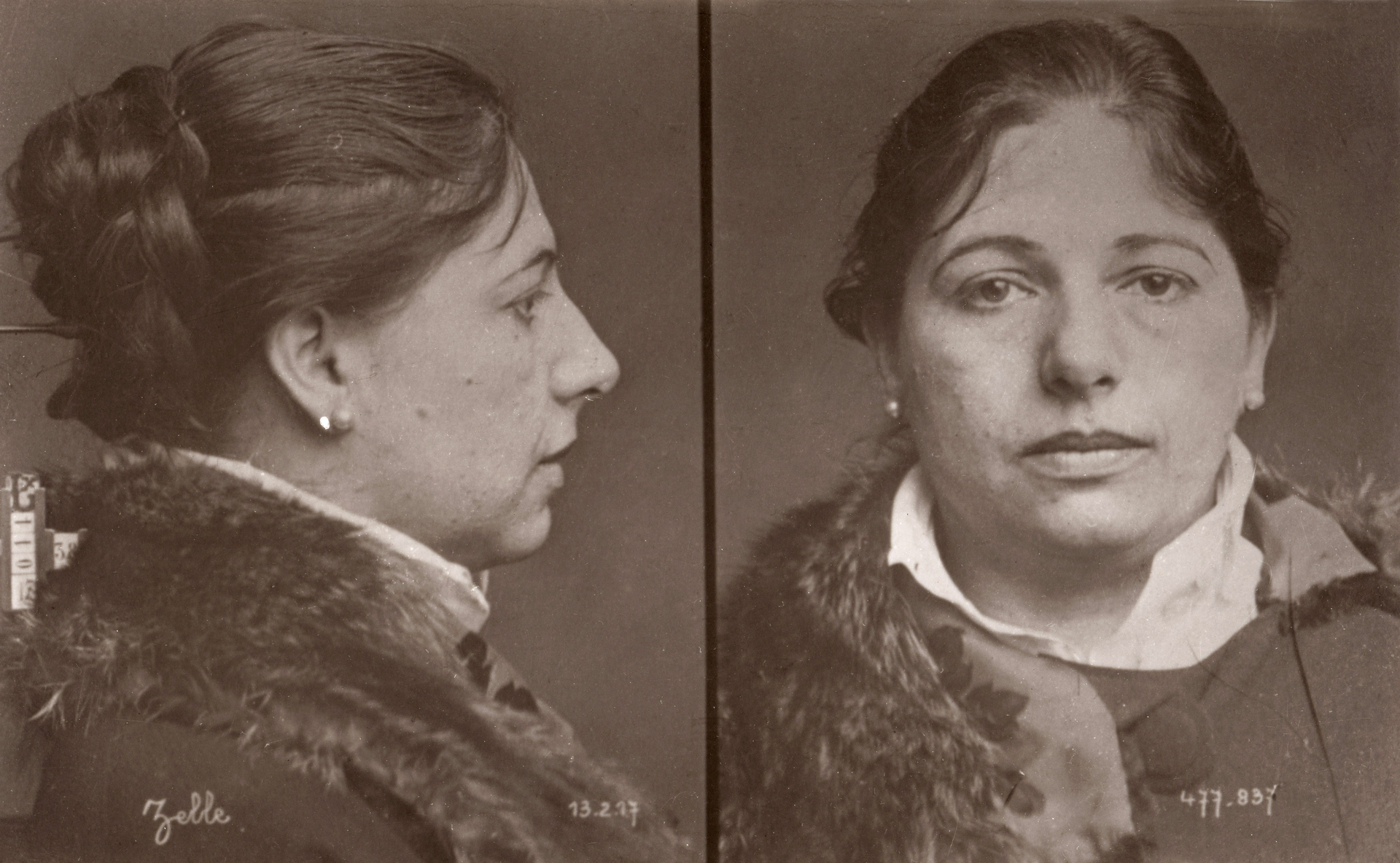
Mata Hari niet lang voor de executie

Vanuit de gevangenis deed Mata Hari pogingen om de buitenwereld te overtuigen van haar onschuld. Zo schreef ze aan de Nederlandse consul in Parijs: "Ik heb niets misdaan. Mijn internationale betrekkingen zijn het gevolg van mijn werk als danseres en niet anders (...) Aangezien ik werkelijk niet heb gespioneerd, is het verschrikkelijk dat ik me niet kan verdedigen."
Het proces begon op 24 juli. De Stuers werd door Clunet op de hoogte gebracht, maar deze ondernam geen enkele actie. Ze werd voorgeleid voor de Derde Raad van Oorlog in het Paleis van Justitie. Het proces duurde twee dagen. Voor hoofdofficier Constant André Mornet werd het zijn eerste grote zaak. Het proces vond achter gesloten deuren plaats en er werd geen verslag gelegd. Het oordeel van de zeven rechters werd uiteraard wel opgetekend. De vijf opgeroepen getuigen waren: Georges Ladoux, Antoine Goubet, Albert Priolet, diens collega inspecteur Curnier en Henri Monier, een van haar achtervolgers in Parijs.
Ze werd na een kort proces op 24 juli 1917 met algemene stemmen door de derde krijgsraad te Parijs ter dood veroordeeld op beschuldiging van spionage voor de Duitsers en verstandhouding met de vijand. Volgens de Franse justitie hadden de stukken de schuld der beklaagde  en de waarde van de inlichtingen, die zij de vijand verstrekt zou hebben, duidelijk aangetoond.
Volgens ooggetuigen kon Mata Hari tegenover al deze tastbare bewijzen niets anders doen dan deze feiten toegeven. Er werd een lange reeks van getuigen gehoord, kapitein Moret sprak een vernietigend requisitoir uit en advocaat Clunet gaf op 25 juli een schitterende verdediging; deze laatste overtuigde de jury echter niet van de reinheid van Mata Hari's bedoelingen. Diplomaat Henri de Marguerie werd door Clunet gehoord. Hij had ook Adolphe-Marie Messimy willen horen, maar deze liet zich door zijn echtgenote verontschuldigen. Tijdens haar arrestatie waren er verschillende intieme brieven gevonden, ondertekend met 'My', Messimy zou later toegeven: 'O, 't was heel onschuldig'.
Na een half uur beraadslagen na Clunets pleidooi, oordeelde de commissie alle acht punten bewezen, 'niet gehinderd door het ontbreken van voldoende concreet bewijsmateriaal':
- ze was in december 1915 naar Parijs gekomen om te spioneren
- ze gaf aan consul Cremer in Nederland inlichtingen door waarmee Frankrijk schade kon worden toegebracht
- ze had opnieuw met Cremer contact gezocht om het doel van de vijand te dienen
- ze was in mei 1916 opnieuw teruggegaan naar Frankrijk om te bespioneren
- ze had in Parijs contact onderhouden met de vijand
- ze had in Madrid contact opgenomen met majoor Kalle om de vijand vooruit te helpen; dat ze informatie aan majoor Kalle zou hebben ontfutseld om de Franse zaak te dienen werd niet serieus genomen
- ze had gevoelige informatie aan majoor Kalle doorgegeven, die Frankrijk kon schaden
- ze had in Parijs in januari 1917 tot haar arrestatie contact onderhouden met de vijand. 'Hoe ze aan die wijsheid kwamen is een raadsel; haar achtervolgers, de politie-inspecteurs Tarlet en Monier hadden hieromtrent in hun dagrapporten niets genoteerd.'[52]

Aangeklaagde werd schuldig verklaard aan spionage in dienst van de vijand. Unaniem werd de doodstraf geëist. Haar eigendommen vervielen ter vergoeding van de proceskosten aan de schatkist.
Na afloop van de uitspraak mompelde zij c'est impossible! Impossible! Zij tekende na afloop van het proces voor het verzoek tot herziening en het hogere beroep, verliet met vaste tred het gebouw van de krijgsraad en nam onbewogen plaats in het rijtuig, dat haar terugvoerde naar de vrouwengevangenis van Saint-Lazare. In de hogerberoepzaak mocht Clunet haar niet langer verdedigen. Michel Milhaud werd haar nieuwe advocaat.
Mornet gaf naderhand zijn overwegingen: 'De 'extreem gevaarlijke' Mata-Hari zou de aanvalsplannen van het Franse leger hebben doorgespeeld aan de Duitsers en informatie hebben verschaft aan Duitse onderzeeboten om de geallieerde schepen te kunnen torpederen. Ze was verantwoordelijk voor de dood van talloze Franse soldaten. De beklaagde zou plezier hebben gemaakt 'terwijl onze soldaten hun leven waagden'. Deze 'Salomé sinistre' had gespeeld met het hoofd van de Franse soldaat... Ze was een van 'die bloeddorstige vrouwen die op de achtergrond moordpartijen voorbereiden en zich bedienen van hun schoonheid om bij te dragen aan het destructieve werk van onze vijanden. Deze duivelse en macabere figuren verdienen enkel en alleen de dood.' Haar werden eigenlijk de militaire mislukkingen op het slagveld aangerekend.
Ze kreeg een ruimere cel, maar ook twee medegevangenen om een eventuele zelfmoord te voorkomen. een aangeklaagde werd niet van tevoren op de hoogte gesteld van het moment dat de doodstraf werd voltrokken.
Commissaris Jullien van de Derde Raad van Oorlog deed toch nog onderzoek naar aanvullend bewijsmateriaal, maar dat leverde niets op. wel hield hij een brief achter, die de bewijslast van de aanklager had kunnen ontkrachten: de brief van dienstbode Anna Lintjens aan haar 'Madame', waarin ze vroeg of 'Madame' de 5000 franc van de baron had ontvangen.
Op 18 augustus 1917 verwierp de Conseil de Revision de aanvraag tot revisie van de uitspraak. Moed en overmoed schrijft 17 augustus. De Nederlandse regering  droeg haar gezant te Parijs op om, mocht het cassatieberoep van Mata Hari verworpen worden, gratie aan te vragen. De Nederlandse minister van Buitenlandse Zaken had aan Frankrijk gevraagd om de doodstraf in een vrijheidsstraf om te zetten maar had geen succes met zijn verzoek. Mata Hari zelf had gevraagd of het mogelijk was om persoonlijk bij deze zitting aanwezig te zijn om haar bezwaren en opmerkingen over de rechtskwestie persoonlijk te mogen geven maar dit was haar geweigerd. In de Sumatra Post stond over het mogelijke succes van het hogere beroep: “Over het succes van het hogere beroep kan Mata Hari zich geen illusies maken. Talrijke spionnen zijn reeds betrapt, veroordeeld en gefusilleerd. De in het spel zijnde belangen zijn te hoog, dan dat een kwalijk begrepen toegeeflijkheid de kansen zou verhogen van nieuwe aanslagen op de veiligheid van de staat. En daarom zal meer dan vermoedelijk de mooie Mata Hari de moordende geweermonden op zich gericht zien, op de Polygone de Vincennes.”
Ze schreef 2 september naar ambassadeur De Stuers in Parijs. Ze wilde graag dat een gratieverzoek bij de Franse President werd ingediend. Ze noemde Graaf Van Limburg Stirum bij wie hij inlichtingen over haar kon inwinnen, maar hij had de graaf zojuist vanwege een huurschuld ontslagen. Andere brieven, aan Anna en de Nederlandse consul, kwamen om onduidelijke redenen in Algiers terecht.
Op 29 september verwierp de Hoge Raad het hoger beroep. Op 7 oktober stelde Clunet tevergeefs voor haar te ruilen voor Franse krijgsgevangenen. Op 30 september stuurde de Nederlandse minister van Buitenlandse Zaken John Loudon een formeel gratieverzoek aan zijn collega-minister van Buitenlandse Zaken in Frankrijk, maar dat bleef onbeantwoord. Op 5 oktober richtte ze zelf een gratieverzoek tot de Franse President Raymond Poincaré. Het betrof 13 vel en dat gratieverzoek werd pas in juni 2016 ontsloten. Ze schreef dat ze zich in Madrid tot Kalle had gericht, om via Duitsland naar Holland te reizen. Ze wees er op dat ze in Spanje een doorreisvisum van Frankrijk had gekregen. 'Hoe kan een land dat iemand verdenkt van spionage diegene toch een visum verlenen?' Ze schreef dat haar in Berlijn in beslag genomen bontjassen een waarde hadden gehad van 80.000 franc en ze het bedrag dat ze van Cremer had gekregen in Den Haag slechts als schadevergoeding zag. Dit alles overziend begrijpt ze er niets van: 'Ik vraag me dus af welke daad van spionage ik heb begaan, omdat alles wat men mij verwijt in Spanje te hebben gedaan, ik deed voor en met medeweten van de Franse autoriteiten. (..) Ik herhaal dat de Franse militaire autoriteiten me in dienst hebben gehad sinds 15 september 1916 tot 13 februari 1917. Dat ze me ongemoeid Frankrijk hebben laten verlaten op 7 november 1916. Dat ze me vrijgeleide hebben gegeven om terug te keren naar Frankrijk op 5 januari 1917.' Op 13 oktober stuurde ook Clunet nog een gratieverzoek tot de President.

### Executie
De avond voor de executie kwam de aalmoezenier op bezoek en schreef ze nog drie briefjes aan haar dochter en twee naaste contacten.
Op de morgen van haar executie, de 15de oktober, werd Mata Hari om tien minuten over vijf gewekt en vervolgens verschenen Pierre Bouchardon, de commissaris rapporteur van de krijgsraad, die het veroordelende vonnis had uitgesproken, de kapitein-griffier die het vonnis las ('Op bevel van de Derde Raad van Oorlog is vrouwe Margaretha Zelle wegens spionage tot de doodstraf veroordeeld'), de directeur van de gevangenis, de advocaat van de veroordeelde, mr. Clunet, en dominee en gevangenisaalmoezenier Jules Arboux. Ook de non Léonide en diplomaat Willem Thorbecke, een Nederlandse regeringsvertegenwoordiger, zouden haar begeleiden.
Mata Hari zelf vertoonde geen of weinig emotie, maar zorgde dat zij zeer goed gekleed was. Zij droeg een blauwe japon, een lange grijze mantel afgezet met kostbaar bont om de schouders, een zijden corsage, opengewerkte kousen en een parelketting om haar hals. Op het met zorg gekapte hoofd droeg zij een grote vilten hoed met kersrood lint. Met een rustige stem had ze gezegd: Ik ben gereed. Zonder te wankelen liep zij door de flauw verlichte gangen naar de auto, die haar uit de gevangenis van Saint-Lazare kwam ophalen. Samen met twee nonnen en een pastoor en twee inspecteurs van politie werd Mata Hari in het voertuig geplaatst, dat haar naar de plaats van terechtstelling, de Polygone de Vincennes, bracht. Voordat zij de gevangenis verliet gaf zij nog een pakje brieven af voor haar verdedigers.
Te Vincennes volgden de gewone formaliteiten van overgave aan het militaire gezag. Zij kreeg daar verlof om twee brieven te schrijven, waarvan één gericht was aan haar in Nederland wonende dochter en vervolgens vertrok de grijze militaire auto naar de plaats der executie. Vijf geblindeerde limousines kwamen er aan met een dragonder (wagen met de doodskist) erachter, getrokken door twee paarden. Ze stapte uit de tweede auto.
Twaalf soldaten van de erecompagnie van het vierde regiment Zoeaven, stonden op 10 meter afstand van de executiepaal.
Aldaar stapte Mata Hari uit en liep, vergezeld door de militaire rechter-commissaris, kapitein Bourchardon, Mr. Clunet en dr. Socquet, die de latere lijkschouwing moest doen, langs de wachtende gelederen van het carré der troepen naar de open zijde daarvan, de paal der executie. Er klonk tromgeroffel en schallende trompetten. Mata Hari weigerde een blinddoek die een onderofficier haar om wilde doen, was doodsbleek maar beefde niet. Zuster Léonide en haar advocaat begeleidden haar naar de paal. Zij gaf beiden nog een hand, wierp een handkus toe aan het vuurpeloton en stak vervolgens haar polsen uit naar de adjudant, om ze te laten samenbinden. Ze kreeg een koord om haar taille. Ze hield haar ogen op de non gericht. Het executiepeloton, twaalf zoeaven onder een officier, plaatste zich tegenover haar, en de geweren werden op haar borst gericht.  De officier liet vervolgens om 06.15 u. de punt van zijn degen zakken en er volgde een salvo; Mata Hari was voorover gevallen, terwijl haar lichaam zich nog draaide en haar gezicht zich naar boven richtte. Drie schoten raakten haar lichaam, slechts een haar hart. Adjudant (wachtmeester) Petoy naderde en vuurde het reglementaire revolverschot, de coup de grâce, in de slaap af of door het oor. Omdat niemand haar lichaam had opgeëist na haar dood, werd het stoffelijk overschot van Mata Hari overdragen aan de medische wetenschap. Volgens verhalen zou het overschot na afloop zijn overgedragen aan het Musée d'Anatomie Delmas-Orfila-Rouviere in Parijs, waar meerdere criminelen gebalsemd en tentoongesteld werden. Volgens The New York Times zou er in 2000, toen er een inventarisatie werd gemaakt van de objecten, geconcludeerd worden dat haar hoofd gestolen was. Dit zou vermoedelijk gebeurd zijn tijdens de verhuizing van het museum in de jaren '50.

Afbeeldingen
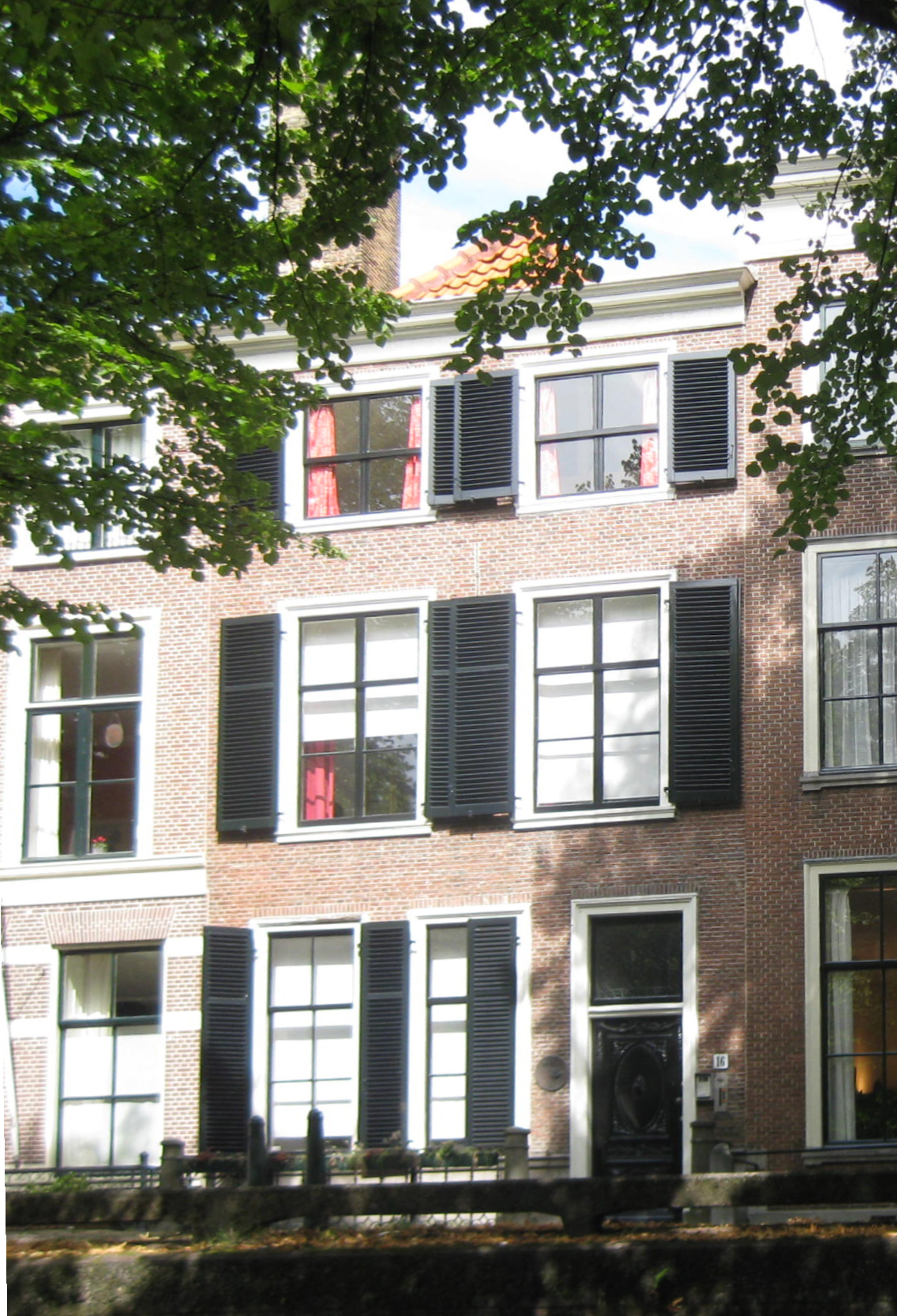
Nieuwe Uitleg 16 in Den Haag, het huis waar Mata Hari in 1915/16 woonde
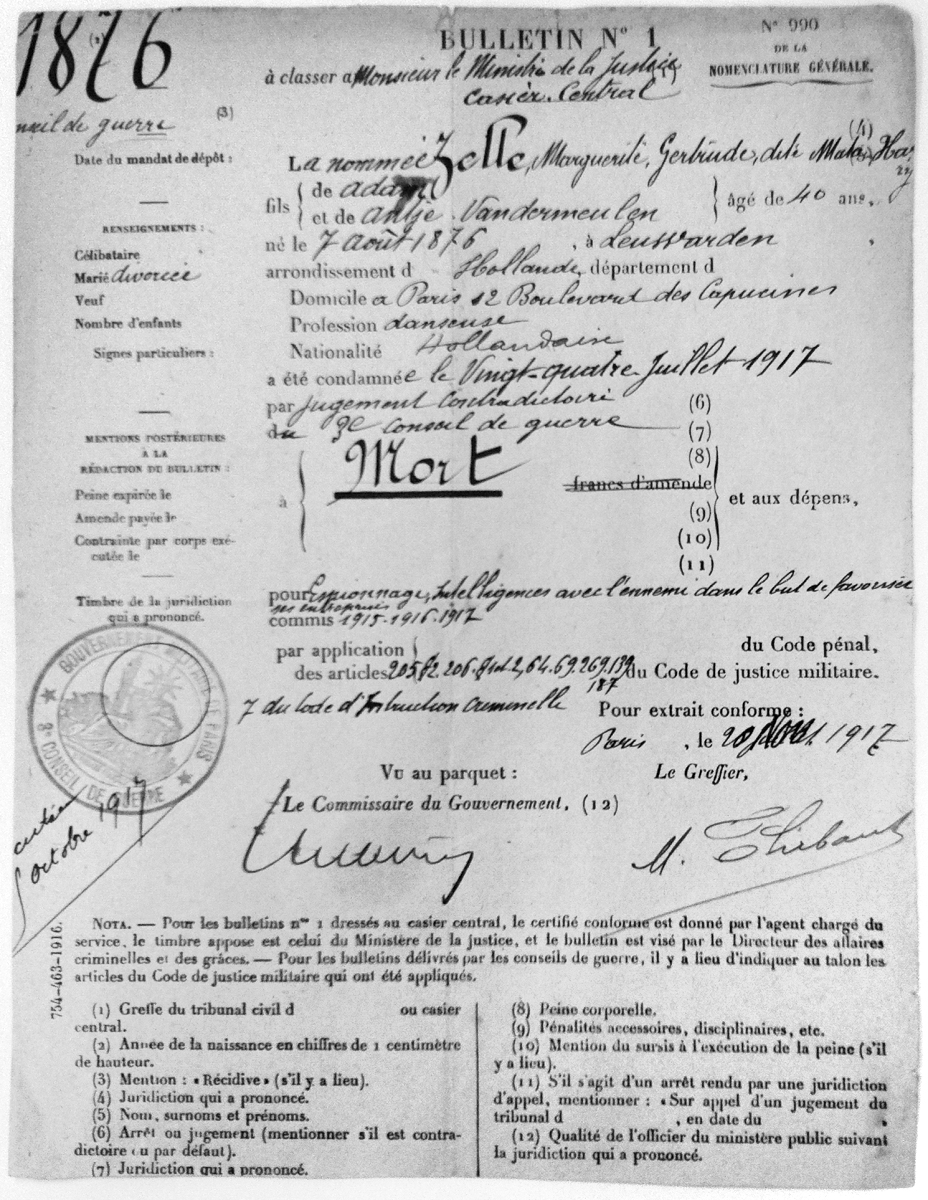
Veroordeling van Mata Hari
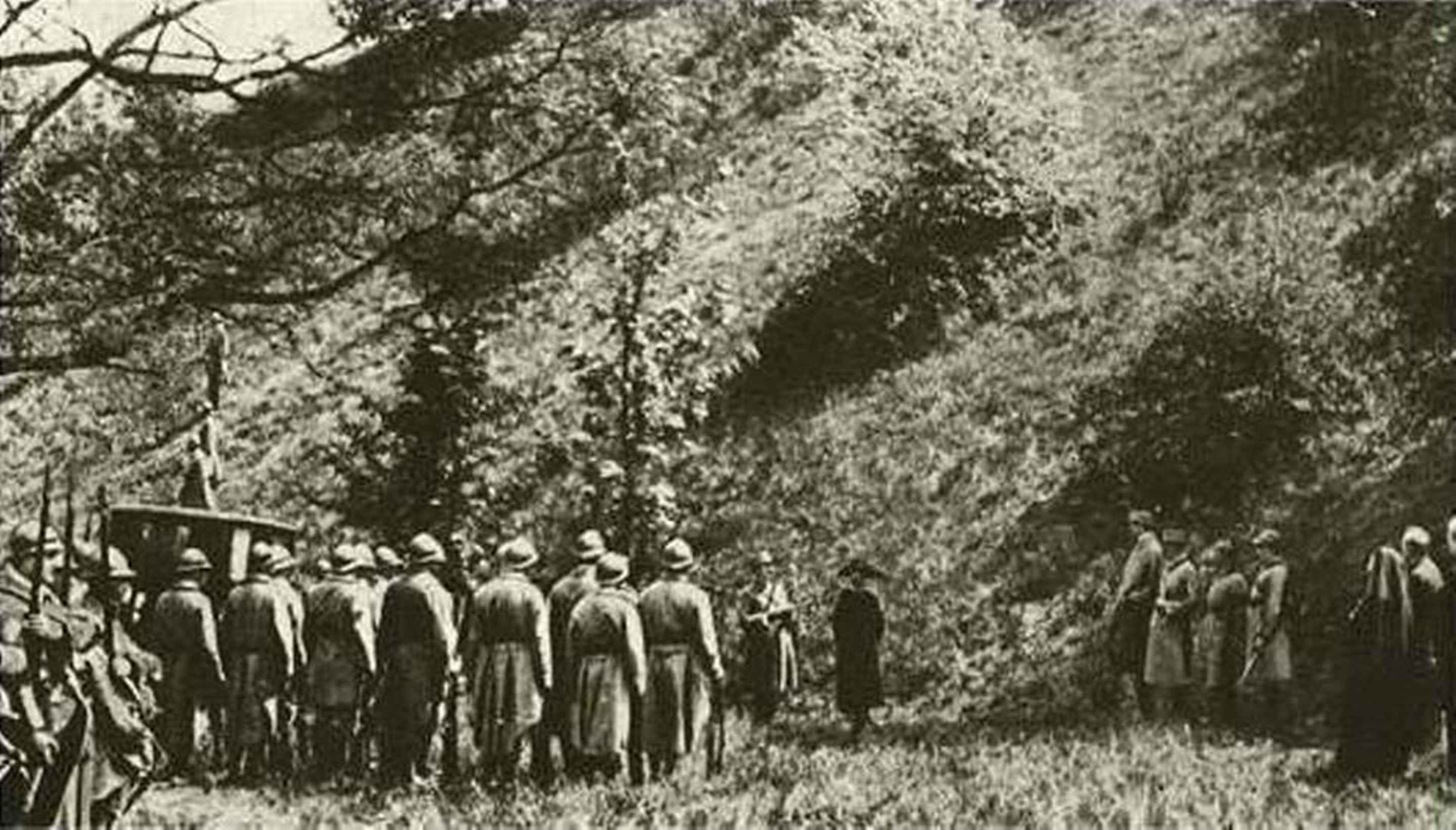
Executie van Mata Hari, scène uit een film uit 1920
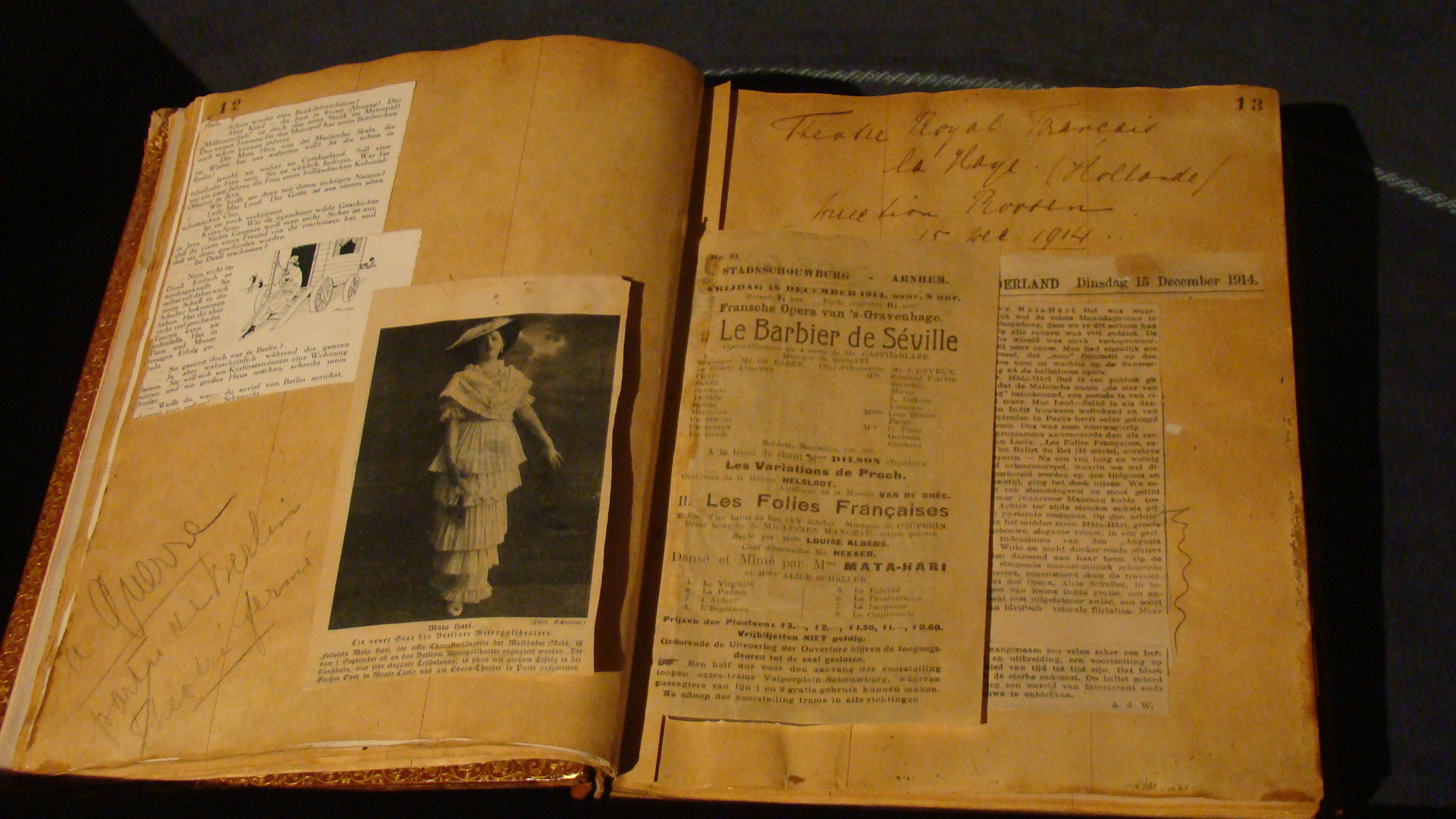
Plakboek van Mata Hari

### Meningen over het vonnis
Later werd het doodvonnis heftig bekritiseerd. Ook uit Nederland kwamen protesten. Mede doordat de publiciteit over Mata Hari en haar tragische einde ook na 1917 doorging heeft Mata Hari's naam over de hele wereld bekendheid gekregen. In een Franse krant stond indertijd over het doodvonnis: “Later zal blijken dat de figuur van deze "hindoedanseres"  een der weerzinwekkendste was en dat haar tuchtiging alleszins rechtvaardig is geweest.” Een Nederlandse krant schreef: “Reclamehelden, rond zichzelf tollende egoïsten, voor niets terugdeinzend als het gaat om henzelf, al zouden naties ervoor in het ongeluk gestort worden. In lusteloze tijden als vóór de grote oorlog hebben dit soort mensen succes; in grote perioden, als waarin wij thans leven, waarin in de smeltkroes van het wereldgebeuren de mensheid wordt gezuiverd van het schuim, en alleen het zuivere goud overblijft, komt een Mata Hari tot het Judas-einde, dat zij verdiende.” De Javapost schreef: “Mata Hari gefusilleerd om spionage in het belang van Duitsland! Wat heeft zij vroeger niet een kabaal geschopt. De slotscène van een onchristelijke tragicomediante.”
Journalist Leo Faust schreef in De Hofstad: “Indien we nog enig vertrouwen hebben in het beleid en geweten van de rechters van Mata Hari - en hoe zouden wij eraan kunnen twijfelen - dan is zij viervoudig de dood schuldig. - ofwel zij was zo onbetekenend, zij die de begeerte der mannen en de afgunst der vrouwen was, dat zij slechts ons medelijden verdient, ofwel had zij een aparte moraal, waarbij zij een parelketting en kleding van 800 francs stelde boven een paar maanden verlenging van de oorlog. Aan de lezer om uit te maken of deze laatste mogelijkheid misschien dezelfde is als de eerste. Het is alles wat ik voor Mata Hari tot verontschuldiging kan vinden”. Een andere journalist schreef: “Mata Hari heeft als een avonturierster geleefd en is als een avonturierster gestorven. De wereld, die zij in een roes der zinnen heeft gezocht is haar verderf geworden.” In een artikel in Het Nieuws van de Dag voor Nederlands-Indië schreef een journalist: “Als zij verstandelijk meer ontwikkeld was geweest had zij wellicht een grote rol kunnen spelen. Thans is zij op ignobele wijze als een afschuwelijk dier uit het leven gestoten, met afschuw en walging als lijkkleed, met vervloekingen als oraison funèbre; een banale spion!”
Mata Hari's lot werd  door haar medestanders wel vergeleken met dat van de door de Duitsers geëxecuteerde verpleegster Edith Cavell. Er waren echter grote verschillen, waarop dan ook de nadruk werd gelegd en die ten nadele van Mata Hari uitvielen. De laatste was, in tegenstelling tot de eerste, een courtisane, die niet spioneerde voor eigen land maar was, volgens de dan geldende opinie, een vrouw uit de Parijse demi-monde, die niet meer buiten de luxe kon, waaraan zij verslaafd was geraakt en die, door het Duitse goud verlokt, het land en volk verried, dat haar jarenlang gastvrijheid had geschonken. In de woorden van een journalist: “één uit de lange rij der vrouwen die gebruikt werden om door haar lichamelijke schoon Franse officieren en andere autoriteiten in haar netten te verstrikken en uit hen te halen wat de Duitse organisatie gebruiken kon; aldus een verrader omwille van het geld, een volk dienend waartoe zij niet behoorde, een natie versjacherend  die haar met weldaden overladen had.”

## Legende

### Begin van de legendevorming

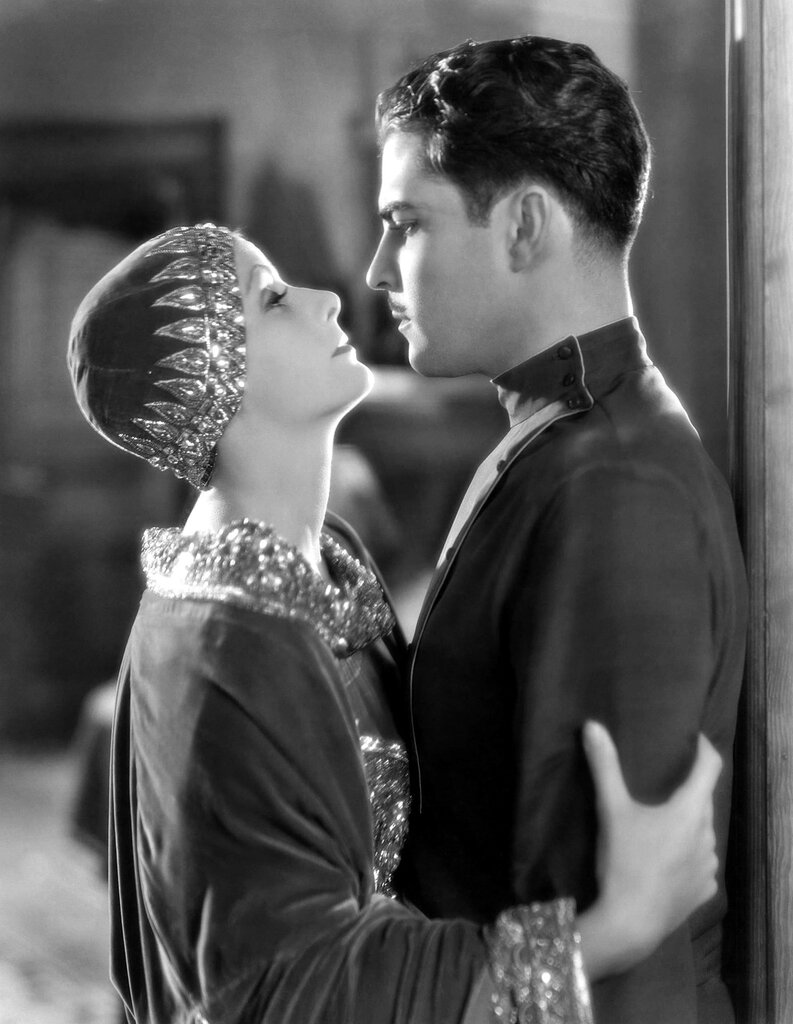
Greta Garbo en Ramón Novarro in de film Mata Hari uit 1931

Al tijdens het proces begon de legendevorming. In de Amerikaanse krant San Francisco Examiner van 5 augustus 1917 stond onder de kop: “Idol of stage to die as spy” (1917) het nu volgende geromantiseerde en gefantaseerde levensverhaal van Mata Hari.
Haar naam was Marguerite Zelle, dochter van een vermogende Javaanse planter. Zij werd op Java geboren uit een inheemse vrouw en nadat haar vader was gestorven  besloot haar moeder het vierjarige kind aan de dienst van Boeddha te wijden. Op deze wijze werd het kind een gewijde danseres der goden. Maar de verbeelding van het jonge meisje was vol van de romantiek naar de westerse wereld. Op veertienjarige leeftijd werd zij naar een groot kerkelijk feest te Birma gebracht, waar zich onder de aanwezigen de Schotse edelman Sir Campbell bevond. Hoewel het gevaar voor beiden groot was ontvluchtten zij deze plaats en reisden voortaan samen in de Brits-Indische bezittingen. Er werden twee kinderen geboren, waarvan er één werd vermoord door de ontslagen tuinman. Mata Hari nam de revolver van haar echtgenoot en schoot de moordenaar door de hersenen; hierop moest zij naar Parijs vluchten, waarheen Sir Campbell haar volgde en later stierf aan verdriet en liefdespijn.
Het beeld dat bij het grote publiek al snel van Mata Hari ontstond, was dat van een exotisch danseres die als dubbelspionne gebruikmaakte van haar verleidingskunsten om militaire geheimen van haar vele geliefden te ontfutselen. Het feit dat meteen na haar dood veel mensen twijfelden aan haar schuld droeg ertoe bij dat Mata Hari wereldberoemd werd. Dit beeld van Mata Hari werd versterkt door de vele verfilmingen van haar leven. In een vroege biografische film over haar, Mata Hari uit 1931 met Greta Garbo in de hoofdrol, zijn veel zaken verdraaid of aangedikt om beter aan te sluiten bij het beeld dat veel mensen destijds al van haar hadden.  Deze films droegen bij aan haar populariteit en versterkten het beeld dat velen al van haar hadden; Mata Hari werd het archetype van de femme fatale.

### Schuldig?
Tot in de jaren zestig werd Mata Hari beschouwd als een femme fatale, die geheel terecht ter dood veroordeeld was. In 1963 kreeg de in Nederland geboren Amerikaanse fotograaf Sam Waagenaar, die (ter voorbereiding op de MGM-verfilming met Greta Garbo) in 1931 van Zelles voormalige dienstbode Johanna Hubertina Lichtjens enkele persoonlijk bijgehouden fotoalbums had ontvangen, inzage in een deel van het rechtbankdossier, en oordeelde op basis hiervan in zijn boek De moord op Mata Hari (1964) dat zij niet schuldig was aan spionage voor de Duitsers. Ook volgens Pat Shipmans biografie Femme Fatale was Mata Hari nooit een dubbelspion, maar werd ze slechts als zondebok gebruikt door de Franse militaire overheid voor het falen van het commando aan het front. Nieuwe Duitse documenten bewezen echter dat zij wel degelijk ingeschakeld was geweest ten behoeve van de Duitse spionagedienst. Waagenaar schreef vervolgens een nieuw boek met de titel Mata Hari, niet zo onschuldig (1976), waarin hij betoogde dat zij weliswaar een spion was geweest maar geen zinvolle informatie had geleverd. De boeken van Waagenaar en het boek van Jan C. Brokken, Mata Hari, de waarheid achter de legende (1975) droegen veel bij aan de latere, meer positieve beeldvorming van Mata Hari.
Volgens de in de jaren 70 vrijgekomen Duitse documenten trad Mata Hari in de herfst van 1915 in dienst van de Duitsers. Op bevel van majoor 'Oberst' Walter Nicolai, B-chef van sectie III, kreeg ze bij een verblijf in Keulen van majoor Röpell instructies over haar taken. Ze moest rapporteren aan de Kriegsnachrichtenstelle West in Düsseldorf die ook onder leiding stond van Röpell. Verder rapporteerde ze aan de missie-agent in de Duitse ambassade in Madrid, majoor Arnold Kalle en rechtstreeks aan haar militaire ambtenaar kapitein Hoffmann, die haar de codenaam H-21 gaf.
In 2018 verscheen een nieuwe biografie Moed en overmoed. Leven en tijd van Mata Hari, hierin concludeerden de auteurs  Jessica Voeten en Angela Dekker dat Mata Hari is doodgeschoten niet om wat ze had gedaan, maar om wat ze was geweest.

### Beeldvorming McLeod
Rudolph MacLeod werd in de latere beeldvorming vaak voorgesteld als een dronkaard en een halve gek (in Het liefdesleven van Mata Hari en haar dood, 1925, door E. Gamez Carillo); ook daarna werd hij voorgesteld als een bruut die het leven van zijn echtgenote tot een hel had gemaakt. Met name Pat Shipman, in Femme Fatale, love, life and the unknown lies of Mata Hari (2007) gaf hem expliciet weer als een jaloerse, drankzuchtige en financieel weinig daadkrachtige lomperik. De vader van Zelle zelf had echter eerder, in 1906, met zijn boek Mata Hari. Mevrouw M.G. MacLeod Zelle, de levensgeschiedenis van mijn dochter en mijn grieven tegen haar vroegere echtgenoot de basis voor al deze negativiteit ten aanzien van MacLeod gelegd. Dit boek was min of meer uit financiële overwegingen geschreven en een regelrechte haatcampagne tegen MacLeod, die in het boek door de modder gesleurd werd.

### Mata Hari in de populaire cultuur
Het leven van Mata Hari werd in verschillende landen verfilmd, met onder andere Magda Sonja, Greta Garbo, Zsa Zsa Gábor, Jeanne Moreau en Sylvia Kristel in de hoofdrol. Fie Carelsen (bij haar vijfentwintigjarig jubileum in 1931) en Els van Rooden (bij Toneelgroep Centrum) brachten haar op het Nederlandse toneel tot leven en Josine van Dalsum gaf haar in 1980 gestalte in een 4-delige televisieserie. Zelfs werd er ooit een grote Broadwaymusical aan haar opgedragen. Al deze producties hadden één ding gemeen: ze hadden nauwelijks succes.

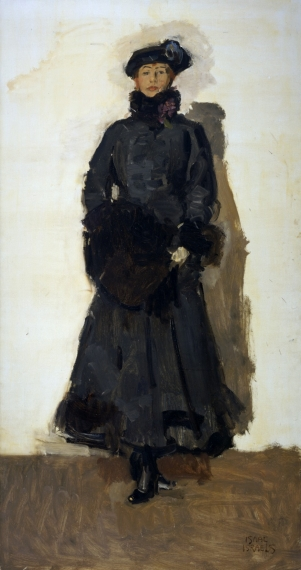
Mata Hari door Isaac Israëls (1916)

In 2016 maakte choreograaf Ted Brandsen bij Het Nationale Ballet de avondvullende balletvoorstelling Mata Hari met in de titelrol wisselende ballerina's onder wie Anna Tsygankova en Igone de Jongh.
De Braziliaanse auteur Paulo Coelho schreef in 2016 de historische roman De spion (La Espía) over Mata Hari. Het boek brengt haar laatste dagen in beeld, met vele flashbacks naar haar eerdere leven. Coelho's werk werd een bestseller die in 46 talen werd vertaald.
Mata Hari heeft zich in 1916 door Isaac Israëls laten schilderen. Het kunstwerk hangt in het Kröller-Müller Museum te Otterlo. Zij werd ook geportretteerd door de Amerikaanse schilder John Singer Sargent (1856-1925). Al tijdens haar leven was Mata Hari een dankbare bron voor publicaties van uiteenlopende aard en kwaliteit. Dit duurt tot op de dag van vandaag voort. In oktober 2007 bracht thrillerauteur Tomas Ross het boek De Tranen van Mata Hari uit, waarin hij in zijn eigen kenmerkende fictiestijl de geheimen rond haar dood beschrijft. Ook is in 2007 het boek Het parfum van Mata Hari  van Geertje Gort verschenen. Dit gaat over haar dochter Jeanne Louise (roepnaam 'Non'). Marijke Huisman schreef Mata Hari (1876-1917): de levende legende (1998), deel 2 in de serie Verloren Verleden, van Uitgeverij Verloren BV te Hilversum. ISBN 90-6550-442-7.
Herman van Veen schreef in 2004 een theaterstuk over het leven van Mata Hari. De voorstelling Mata Hari - Schuldig of naïef was in diverse Europese landen te zien, waaronder Oostenrijk, België en Duitsland. Tevens was het stuk te zien in Frankrijk onder andere in het Théâtre du Renard. Begin 2006 was de voorstelling voor het eerst te zien in Soest. Mata Hari - Schuldig of naïef werd uitgevoerd door Gaëtane Bouchez, Martine De Kok, Silke Mehler en Wendel Spier. Geïnspireerd door het leven van Mata Hari schilderde Herman van Veen ook nog een aantal doeken. Een daarvan hangt in het ROC Friese Poort in Leeuwarden. In het kader van Leeuwarden Culturele Hoofdstad 2018 werd er vanaf 14 oktober 2017, 100 jaar na haar dood, in het Fries Museum een expositie over haar leven geopend, waar ook de dossiers een plek kregen.

### Enkele van de vele verfilmingen
- Mata Hari (1920) met Asta Nielsen[76]
- Die Spionin (1921) met Asta Nielsen[77]
- Mata Hari, die rote Tänzerin (1927) met Magda Sonja[78]
- Mata Hari (1931) met Greta Garbo[79]
- General Electric Theater. Part: I will not die (1957) met Merle Oberon[80]
- Mata-Hari, agent H21 (1964) met Jeanne Moreau[81]
- Der Fall Mata Hari (1966) met Louise Martini[82]
- Up the Front (1972) met Zsa Zsa Gábor[83]
- Mata Hari (1978) regie: David Carradine. Deze film is nooit afgemaakt;[84] het tv-programma Andere Tijden maakte hierover een documentaire.[85]
- Mata Hari - miniserie (1981) met: Josine van Dalsum[86]
- Mata Hari (1985) met Sylvia Kristel[87]
- The Young Indiana Jones Chronicles, aflevering "Paris, October 1916" (1993)[88]
- Mata Hari, la vraie histoire (2003) met Maruschka Detmers[89]

### Latere verwijzingen
- Het gerechtsdossier over Mata Hari werd in 2017 openbaar gemaakt. Delen ervan waren te zien tijdens een tentoonstelling gewijd aan Mata Hari in het Fries Museum in Leeuwarden.
- De filmprijs van het Noordelijk Film Festival is naar haar vernoemd en heet de Matad'Or, een beeldje ontworpen door Machiel Braaksma.
- In het Fries Museum is de Mata-Hari-zaal aan haar gewijd.
- Het Fries Museum bezit twee plakboeken met foto's van de danscarrière van Margaretha Zelle. Het laatste deel is slechts ten dele volgeplakt en toont daarmee het einde van haar danscarrière aan.
- In Leeuwarden, op de Kelders, staat een beeld uit 1976 van Mata Hari, schuin tegenover haar geboortehuis, gemaakt door Suze Boschma-Berkhout. Op 19 oktober 2013 woedde een brand aan de Kelders. In hoeverre het geboortehuis van Mata Hari was getroffen, was lange tijd onduidelijk. Er werd bericht dat er in het huis geen brand was geweest en het volledig intact was gebleven,[90][91] maar ook dat het hele pand op de gevel na was verwoest.[92] Het eerste bleek het geval.[93] Hoewel de schade door de hitte, de rook en het bluswater groot was en er twijfels waren over de stabiliteit van de constructie na de sloop van het aanliggende pand, lukte het het gebouw veilig te stellen en tot renovatie over te gaan.
- Op de benedenverdieping van het pand zat voor de brand een kapsalon genaamd Hari Haarmode.
- Aan de westzijde van het Ruiterskwartier in Leeuwarden ligt het Mata Hariplein. Tot de bouw van poppodium Neushoorn was daar ook een café genaamd Zelle te vinden. Aan de westkant van Leeuwarden is ook het Margaretha Zelle Akwadukt te vinden.
- Waterscouting Duco van Martena in Leeuwarden heeft een sleepvlet vernoemd naar Mata Hari.

## Films, series en games

### Films
- Mata Hari (1920)
- Mata Hari (1931)
- Mata Hari, agent H21 (1964)
- Mata Hari (1985)
- Mata Hari (2016)
- Mata Hari (korte film 2017)
- Mata Hari: The Naked Spy (2017)

### Series
- Mata Hari (mini tv-serie 1981)
- Mata Hari (tv-serie - 2016)

### Videospellen
- Mata Hari (2008)